# Prostytucja

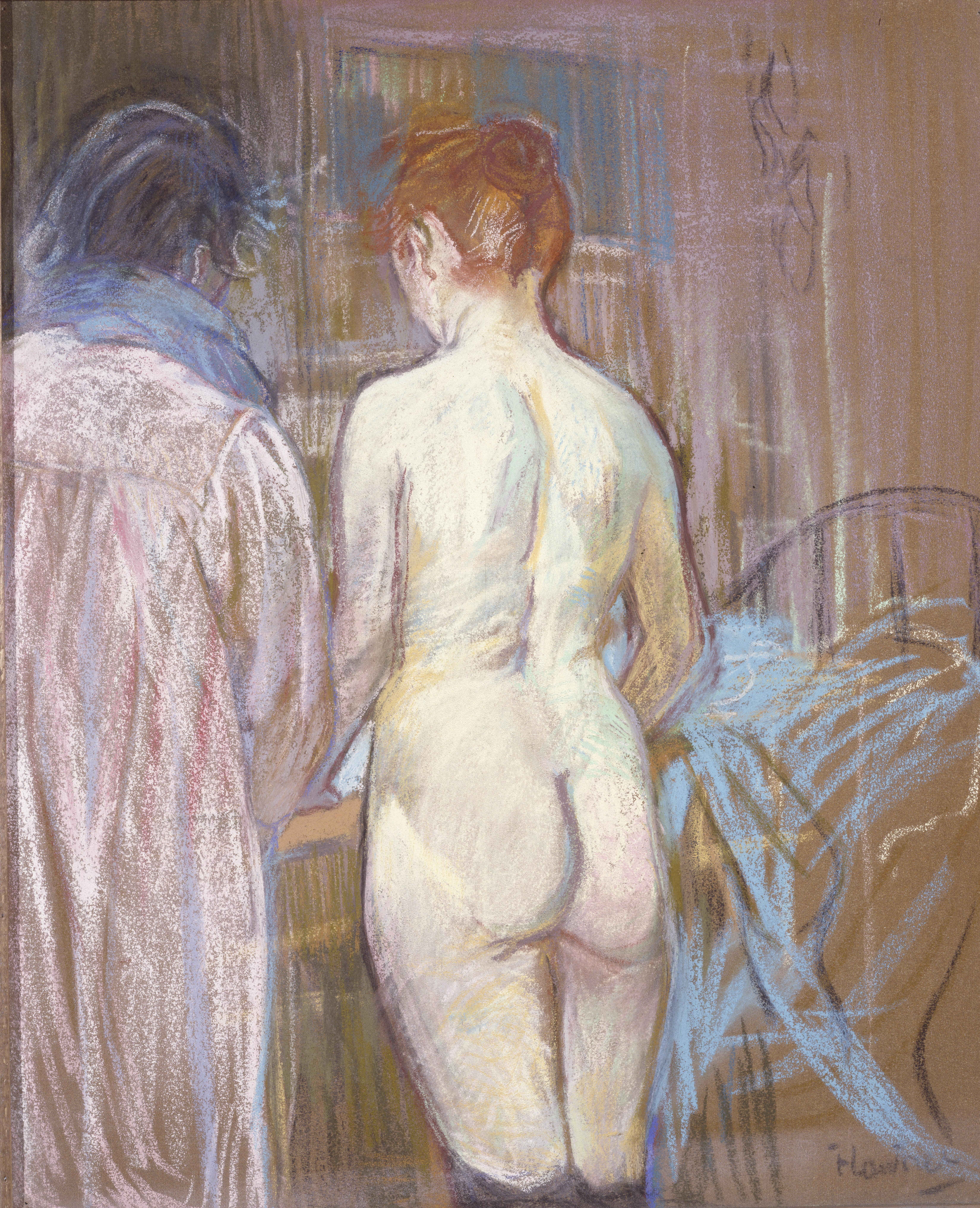
Prostytutka – Femmes de Maison, Henri de Toulouse-Lautrec, obraz pastelowy na płótnie (ok. 1894)

Prostytucja (pot. nierząd) – świadczenie usług o charakterze seksualnym, polegające zwykle na odbywaniu stosunku płciowego w zamian za pieniądze lub inne korzyści. Prostytucja bywa opisywana jako świadczenie usług seksualnych lub seks komercyjny; określana bywa też jako najstarszy zawód świata.
Osoba oferująca seks za zapłatę jest pracownikiem seksualnym.
Prostytucja, obok pornografii, striptizu i tańca erotycznego, jest jedną z gałęzi przemysłu seksualnego. Domy publiczne to zakłady prowadzone w celu świadczenia usług seksualnych. Usługi te mogą być świadczone również w pokoju hotelowym lub w prywatnym lokalu. Inną formą prostytucji jest prostytucja uliczna.
Prostytucja występuje w różnych formach w zależności od kultury, a jej status prawny różni się w zależności od kraju lub regionu. W pewnych miejscach prostytucja jest aktywnością dozwoloną, ale nieuregulowaną. Gdzieniegdzie jest uznawana za przestępstwo. Tam, gdzie jest nielegalna, karana może być osoba sprzedająca usługę (najczęściej), kupująca albo oboje. W szeregu państw jest normalnie wykonywanym i prawnie regulowanym zawodem.
Szacuje się, że na świecie usługi seksualne świadczy ok. 42 miliony pracowników i pracownic seksualnych. Całkowita wartość rynku prostytucji oceniana jest na przeszło 187 miliardów dolarów (około 655 miliardów złotych).
W szeregu przypadków osoby wykonujące prostytucję są do tego zmuszane i naruszane są ich podstawowe prawa. Jest tak w przypadku prostytucji dziecięcej, w której dochodzi do wykorzystywania seksualnego dzieci. Do pracy seksualnej są zmuszane osoby padające ofiarą handlu ludźmi.

## Etymologia
Słowo prostytucja pochodzi od dwóch słów łacińskich: pro, co znaczy przed, i statuere, czyli wystawiać. Dosłownie oznacza to tyle co „wystawić na widok”, „umieścić na przodzie”. Do użycia w języku weszło w czasach starożytnego Rzymu. Początkowo prawdopodobnie oznaczało tylko tyle co „wystawić (towar, rzeczy, propozycję usługi) przed miejsce (dom) na sprzedaż”, a więc nie oznaczało jeszcze usług seksualnych udzielanych za pieniądze, skąd powstały znaczenia „wystawić (osobę, siebie) na pożądanie” lub „odbywać stosunki płciowe bez doboru partnera”. Dopiero z upływem czasu słowo prostytucja nabrało dzisiejszego znaczenia, np. w języku angielskim takie przesunięcie znaczenia pojawia się od XVI wieku. W powszechnym użyciu terminy prostytucja i prostytutka pojawiły się pod koniec XVIII wieku. Do języka nauki trafiły zaś na przełomie wieków XIX i XX – wcześniej mówiono o nałożnicach, konkubinach, kurtyzanach, metresach.
Średniowieczna łacina nie posiadała słów odpowiadających dzisiejszym pojęciom prostytucji i prostytutki. Na określenie tego zjawiska stosowano zwykle termin meretricia, na język polski tłumaczone jako nierząd (niekiedy jako nierząd tłumaczy się też inny termin – fornicatio), a osobę trudniącą się tym procederem określano meretrix – nierządnica. Jednak nawet wtedy, gdy stosowano słowo prostitutia, rozumiano je nieco inaczej niż współcześnie. W późnośredniowiecznej polszczyźnie meretrix tłumaczono w wersji bardziej eleganckiej zła dziewka, a w języku potocznym najpopularniejsze było określenie kurwa. Wyraz ten wówczas, jak się wydaje, nie miał tak wulgarnego zabarwienia jak obecnie. Obelgi takie jak kurwa, kurwisyn czy skurwysyn rozumiano raczej dosłownie, jako zarzut przynależności do określonej grupy społecznej (ewentualnie niewłaściwego prowadzenia się) lub nieprawego pochodzenia. Rzadziej były stosowane takie określenia jak gamratka, paniduszka, a także liczne zdrobnienia wyrazu kurwa: kurniczka, kurewka, kurwię, kurwiszcze.
W języku polskim obok neutralnych określeń, takich jak dziewczyna i dziewka, używano pojęć wyraźnie nacechowanych pejoratywnym wydźwiękiem, poczynając od kurtyzany, kobiety lekkich obyczajów, damy z półświatka, kobiety publicznej, nierządnicy publicznej, poprzez kobietę nierządną, kobietę upadłą, kobietę rozwiązłą, rozpustnicę, nierządnicę, prostytutkę, ladacznicę, binię, larwę, lupę, szantrapę, dziwkę aż po kurwę. Ostatnie z tych określeń w sposób szczególny zarówno definiuje profesję, jak i piętnuje uprawiającą ją kobietę, choć nie od razu nabrało wulgarnego charakteru. Język odróżniał prostytutkę oddającą się jednemu lub kilku wybranym klientom (kokota, dama kameliowa, kamelia, metresa, utrzymanka, nałożnica, kawalerka, wygodnicka, miłośnica) od kobiety dla wszystkich, pospolitej, jawnej, publicznej – ladacznicy, wszetecznicy, jawnogrzesznicy, prostytutki.
Posługiwanie się współczesnym terminem prostytucja lub prostytutka (również burdel, dom publiczny) w odniesieniu do innych kultur i dawnych czasów może być nieodpowiednie, gdyż słowa te niosą ze sobą znaczny ładunek współczesnych, głównie pejoratywnych, konotacji i kontekstów, różnie pojmowanych gdzie indziej lub nieznanych w przeszłości. Nieodpowiedni bywa także eufemizm „kurtyzana”, znany w Europie od okresu renesansu, stosowany w odniesieniu do prostytutek o wysokim statusie społecznym.
W języku angielskim stosowane są również określenia: „sex work” na pracę w przemyśle erotycznym i "escorting" na prostytucję, oraz „sex worker” na pracownika seksualnego i "escort" w odniesieniu do osoby oddającej się prostytucji.
Słowo „prostytucja” może mieć też znaczenie przenośne i oznaczać działania sprzeczne z moralnością lub przyjętymi zasadami postępowania, wykonywane świadomie za przyjętą zapłatą.

## Założenia definicyjne
W opisie zjawiska prostytucji można przyjąć następujące założenia definicyjne:
- założenie o kontaktach z większą liczbą osób – bywa, że nie uznaje się tego warunku za konieczny, można by również przyjąć, że z prostytucją mamy do czynienia wszędzie tam, gdzie dochodzi do kontaktów seksualnych w zamian za różnego rodzaju korzyści (finansowe, materialne i niematerialne), niezależnie od tego czy w relacji z jedną czy wieloma osobami – w takim kontekście za prostytucję należałoby uznać także relacje, gdy osoba pracująca seksualnie utrzymuje kontakt tylko z jednym klientem (przez dłuższy czas), włączając w to sponsoring czy znane z historii konkubiny, metresy czy kurtyzany. Z drugiej strony średniowieczni prawnicy i moraliści toczyli długie i nierozstrzygnięte ostatecznie dyskusje, ilu partnerów wystarczy, by uznać kobietę za prostytutkę – czterdziestu czy aż dwadzieścia trzy tysiące. Kontakty z większą liczbą osób nie oznaczają jednocześnie współżycia z każdym chętnym bez wyboru (trudno więc przyjąć to za znamienne dla prostytucji), gdyż nie zawsze prostytutki oferują swoje usługi dla każdego, to znaczy bywają wybiórcze – odmawiają niektórym potencjalnym klientom albo same ich sobie wybierają.
- założenie o pobieraniu przez prostytutkę wynagrodzenia w pewnej formie (niekoniecznie pieniężnej) – bywa i bywało w przeszłości, że do prostytutek zaliczano wszelkie kobiety swobodnych obyczajów, a więc również takie, które są po prostu rozwiązłe, choć nie pobierają za to wynagrodzenia. Dzisiejsze definicje kładą nacisk na komercyjny charakter działalności prostytutki. W myśl definicji rzymskiego prawnika Ulpiana (przełom II i III wieku), która wywarła decydujący wpływ na średniowieczną teorię prostytucji, proceder ten charakteryzowały dwa elementy: współżycie z każdym chętnym, bez wyboru (sine dilectu), oraz współżycie w celach zarobkowych. Ważniejszy był przy tym ten pierwszy czynnik. Gratyfikacja materialna nie stanowiła jedynej ani nawet głównej cechy prostytucji[26]. Ponadto wyróżnia się sytuacje, gdy prostytucja stanowi zarobek główny bądź poboczny. Bywa, że na prostytucję prawo zezwala tylko wówczas, gdy nie jest to zarobek główny osoby wykonującej pracę seksualną.
- założenie o oddaniu własnego ciała do dyspozycji – to założenie pozostawia niejasności – przyjmuje się czasami, że aby mówić o prostytucji, musi dojść do stosunku płciowego. Z drugiej strony w wielu przypadkach usługi seksualne nie mają takiej formy (na przykład dochodzi do zbliżenia, ale bez stosunku lub usługa sprowadza się do swego rodzaju striptizu). W wielu klubach w Stanach Zjednoczonych, gdzie prostytucja jako taka jest nielegalna, kobiety świadczą usługi swego rodzaju miękkiej prostytucji (z wyłączeniem stosunku seksualnego i negliżu klienta). Bywa więc i tak, że mężczyźni faktycznie płacą kobietom za dotrzymanie bliższego towarzystwa, nie oczekując jednak przy tym usług seksualnych. Przykładowo w Japonii przez prostytucję rozumie się jedynie kontakty ze stosunkiem seksualnym (co jest oficjalnie nielegalne).
- założenie o beznamiętności – przyjmuje się potocznie, że kontakty seksualne o charakterze prostytucji nie wiążą się z żadnymi głębszymi uczuciami i jest to cechą wyróżniającą prostytucję, w ogólności jednak prostytutki często nawiązują bliski kontakt ze swoimi klientami, bywa także, że klienci powracają do swoich płatnych kochanek[27]. Nawet gdy relacje, np. w przypadku sponsoringu, mają charakter zależności finansowej, nie oznacza to jednocześnie, że pozbawione są komponentu emocjonalnego. Biorąc pod uwagę praktyki małżeńskie, jakie istniały przez wieki (zob. obyczajowość związana z małżeństwem), można przypuszczać, że mężczyźni angażowali się dużo częściej emocjonalnie w różnego rodzaju kontakty pozamałżeńskie niż w relacje ze swoją małżonką (co było do XX wieku dość niezwykłe). Dla wielu mężczyzn akt seksualny wymaga dla swej ekspresji istnienia kontekstu znaczącej dla nich więzi. Amerykańska psychoterapeutka Martha Stein, która przebadała w latach 70. XX wieku ponad tysiąc klientów ekskluzywnych prostytutek (ang. call-girls) podaje, że prawie połowa z nich podaje prostytutce swe prawdziwe nazwisko i telefon domowy lub służbowy, co świadczy o zaufaniu oraz pragnieniu utrzymania kontaktu. Ponadto ponad połowa z klientów kontaktowała się z tą samą prostytutką pięć razy w roku[28][29]. Fakt, że nie sposób wykluczyć powstawania różnych doznań, emocji i odczuć w przypadku prostytucji (zarówno prostytutka, jak i jej klient faktycznie nawiązują swego rodzaju kontakt międzyludzki, mniej lub bardziej bliski czy intymny) jest bardzo kłopotliwy szczególnie wówczas, gdy w grę wchodzi zdecydowane potępienie prostytucji. Być może z tego względu Kazimierz Imieliński w swoich publikacjach posunął się nawet do stwierdzenia, że z definicji prostytucji należało by wykluczyć wszelkie relacje, w których osoby łączy jakieś wzajemne zaangażowanie nawet wówczas, gdy faktycznie na gruncie takiej relacji dochodzi do przekazywania pewnych dóbr materialnych czy finansowych[30][31].

## Prostytucja w prawodawstwie
Jednym z instrumentów prawa międzynarodowego w tej kwestii jest Konwencja w sprawie zwalczania handlu ludźmi i eksploatacji prostytucji, przyjęta przez ONZ 2 grudnia 1949 roku, która weszła w życie 25 lipca 1951 roku. Konwencja została ratyfikowana przez 82 państwa.
Prawodawstwo w odniesieniu do prostytucji we wszystkich regionach świata jest znacząco zróżnicowane zależnie od danego kraju. W niektórych krajach prostytucja jest w pełni legalną i uregulowaną instytucją, w innych sama prostytucja (dopuszczanie się obcowania płciowego w zamian za świadczenie pieniężne) jest legalna, ale większość powiązanych z nią praktyk takich jak stręczycielstwo, prowadzenie domu publicznego czy inne formy sutenerstwa są karalne; jeszcze w innych systemach prawnych prostytucja jest karalna, ale wymiar kary też jest znacząco zróżnicowany zależnie od kraju (mogą to być drobne grzywny, kary więzienia, ale i nawet kara śmierci). Oficjalna karalność nie zawsze jednak powiązana jest z egzekwowaniem prawa – w wielu krajach mimo oficjalnych zakazów prostytucja jest szeroko rozpowszechniona, często tolerowana, a prawo nie jest egzekwowane lub jest obchodzone. Z drugiej strony tam, gdzie jest oficjalnie legalna, prawo może skutecznie utrudniać jej legalne uprawianie (np. poprzez zakaz zabiegania o klientów w miejscach publicznych lub, tam gdzie jest prawnie w pełni uregulowana, poprzez ograniczanie liczby wydanych koncesji). Sprawy komplikują się szczególnie tam, gdzie regulacje prawne są niepełne, niejasne, lub w ogóle ich nie ma. W niektórych państwach prawo traktuje prostytucję tak, że jej legalność lub nielegalność zależy od bardzo konkretnych okoliczności (np. zabrania się prostytuowania się, ale tylko mężczyznom). Dlatego krótko sformułowana ocena legalności lub nielegalności prostytucji dla danego kraju stanowi w wielu przypadkach znaczne uproszczenie.
Opozycja wobec prostytucji i naciski na wprowadzenie jej zakazu płyną zarówno ze strony prawicowych ugrupowań politycznych propagujących wartości konserwatywne i religijne (prostytucję potępiają trzy największe religie abrahamowe – zarówno judaizm, chrześcijaństwo, jak i islam), jak i ze strony ugrupowań lewicowych, które promują poglądy marksistowskie lub feministyczne. Zwolennicy zakazów argumentują, że prostytucja prowadzi do poważnych negatywnych skutków u osób pracujących seksualnie, do ich wykorzystywania przez sutenerów i czyni je ofiarami. Przeciwnicy legalności prostytucji uważają też, że jej legalizacja przyczynia się do rozwoju prostytucji dziecięcej i handlu ludźmi.
Legalizacja prostytucji ma swoje oparcie w poglądzie, że prostytucji nie da się wyeliminować, dlatego społeczeństwo powinno ją regulować, by w ten sposób zredukować jej niepożądane konsekwencje (na przykład takie jak choroby przenoszone drogą płciową, niewolnictwo seksualne, prostytucja nieletnich czy zorganizowana przestępczość, która może spleść się z prostytucją w niekontrolowanych domach publicznych). Zwolennicy legalizacji prostytucji argumentują, że prostytucja jest aktem seksualnym, do którego dochodzi za obopólną zgodą stron, a rząd nie powinien wtrącać się do takich praktyk. Wskazują, że delegalizacja prostytucji wzmaga nielegalną działalność i negatywnie wpływa na osoby pracujące seksualnie. W niektórych państwach prostytucja w sferze podażowej jest dekryminalizowana, jednak już zakup usługi seksualnej jest nielegalny (tzw. „szwedzkie podejście”).

### Prostytucja dziecięca
Prostytucja dziecięca definiowana jest jako świadczenie usług seksualnych przez osoby małoletnie osobom dorosłym w zamian za pieniądze lub inne korzyści jak jedzenie, schronienie itp. Prostytucja dziecięca jest rozpowszechniona w niektórych krajach rozwijających się, jak np. Tajlandia czy Brazylia.
Praktyk takich zakazują liczne umowy międzynarodowe.
- Konwencja Nr 182 Międzynarodowej Organizacji Pracy z 17 czerwca 1999 o zakazie i natychmiastowych działaniach na rzecz eliminowania najgorszych form pracy dzieci w art. 3 do najgorszych form pracy dzieci zalicza korzystanie, angażowanie lub proponowanie dziecka do prostytucji, produkcji pornografii lub przedstawień pornograficznych[38]
- 25 maja 2000 podpisano w Nowym Jorku Protokół dodatkowy do Konwencji o prawach dziecka o zakazie handlu dziećmi, dziecięcej prostytucji i dziecięcej pornografii[39]. Według art. 2 prostytucją dziecięcą jest wykorzystywanie dzieci do czynności seksualnych za wynagrodzeniem lub jakąkolwiek rekompensatą w innej formie.
- 15 listopada 2000 r. Zgromadzenie Ogólne ONZ przyjęło „Protokół z Palermo” o zapobieganiu, zwalczaniu oraz karaniu za handel ludźmi, w szczególności kobietami i dziećmi, uzupełniający Konwencję Narodów Zjednoczonych przeciwko międzynarodowej przestępczości zorganizowanej[40]. Według art. 3 handel ludźmi oznacza werbowanie, transport, przekazywanie, przechowywanie lub przyjmowanie osób z zastosowaniem gróźb lub użyciem siły lub z wykorzystaniem innej formy przymusu, uprowadzenia, oszustwa, wprowadzenia w błąd, nadużycia władzy lub wykorzystania słabości, wręczenia lub przyjęcia płatności lub korzyści dla uzyskania zgody osoby mającej kontrolę nad inną osobą, w celu wykorzystania. Wykorzystanie obejmuje m.in. wykorzystanie prostytucji innych osób lub inne formy wykorzystania seksualnego, zaś werbowanie, transport, przekazywanie, przechowywanie lub przyjmowanie dziecka w celu jego wykorzystania uznawane jest za handel ludźmi nawet wówczas, gdy nie obejmuje jakiejkolwiek z wymienionych metod.
- Konwencja Rady Europy w sprawie działań przeciwko handlowi ludźmi sporządzona w Warszawie 16 maja 2005[41] w art. 4 powtarza definicje Protokołu z 2000 roku
- Podpisana 25 października 2007 w Lanzarote Konwencja Rady Europy o ochronie dzieci przed seksualnym wykorzystywaniem i niegodziwym traktowaniem w celach seksualnych[42] w art. 19 zabrania zmuszania lub nakłaniania dzieci do prostytucji bądź korzystania z niej bez względu na to, czy zapłatę, obietnicę lub jakikolwiek inne świadczenie tytułem zapłaty otrzymało dziecko, czy też osoba trzecia.

Za dziecko umowy te uznają osobę poniżej lat 18.

#### Sytuacja w Polsce
Polski Kodeks karny (1997) w art. 200: za stosunek płciowy z małoletnim poniżej 15 lat lub dopuszczenie się wobec takiej osoby innej czynności seksualnej lub doprowadzenie jej do poddania się takim czynnościom albo do ich wykonania grozi kara pozbawienia wolności od lat 2 do 12. W art. 204 za nakłanianie małoletniego do uprawiania prostytucji lub ułatwianie tego bądź czerpanie z tego korzyści majątkowej grozi pozbawienie wolności od roku do lat 10.

## Podłoże historyczne prostytucji

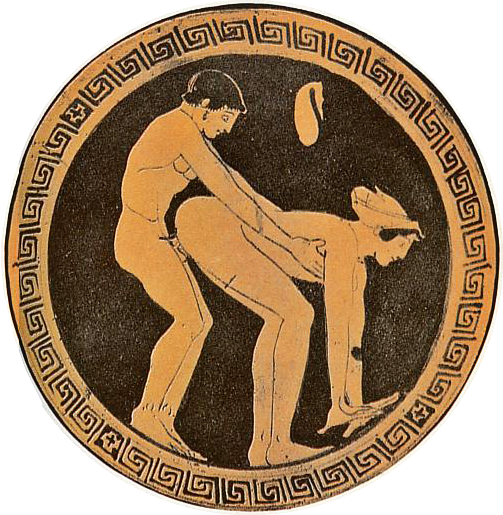
Prostytutka i jej klient, widoczny woreczek z pieniędzmi (malowidło na starogreckiej czarze, V wiek p.n.e.)

Prostytucja bywa określana mianem „najstarszego zawodu świata”. Oferującymi usługi były i są głównie kobiety, a ich klientami mężczyźni. Prostytucja męska, tak heteroseksualna, jak i homoseksualna, w sensie statystycznym występuje o wiele rzadziej – była i jest traktowana odmiennie, a czasami nawet nie jest ujmowana w definicji prostytucji.
Na przestrzeni dziejów występowanie zjawiska prostytucji poświadczone jest w tekstach wszystkich głównych systemów cywilizacyjno-kulturowych, m.in.: Chin, Japonii, Indii, Starożytnego Bliskiego Wschodu (np. Babilonii, Mezopotamii, Starożytnego Egiptu), starożytnej Grecji i starożytnego Rzymu. O nierządzie mówi także Biblia.
Niektórzy autorzy twierdzą, że model rodziny, w którym jedna kobieta współżyła z wieloma mężczyznami (tzw. model prostytucyjny), mógł występować w najwcześniejszych stadiach ludzkiej ewolucji. W niektórych ujęciach ekonomicznych prostytucja kobiet oraz małżeństwo dostarczają mężczyznom pewien rodzaj towarów: dziwki i żony.
Niektóre zapisy historyczne wskazują na bliskie związki pomiędzy prostytucją a religiami – prostytucja sakralna występowała w wielu kulturach i często przybierała formę reglamentacji, np. w Babilonii karano te pracownice seksualne, które świadczyły swoje usługi poza murami świątyni. Poza samymi motywami religijnymi, reglamentacja taka wynikała prawdopodobnie z zamiaru pozyskiwania przez świątynie pewnych korzyści materialnych będących efektem prostytucji.
Podejście do prostytucji w kulturach Wschodu i Zachodu od dawna było odmienne. Systemy kulturowe Wschodu tradycyjnie odznaczały się społecznym przyzwoleniem na prostytucję, a świadczenie i korzystanie z usług jawnie seksualnych, rozumianych jako sztuka miłosna, wtopione było w szerszy kontekst życia erotycznego, rozrywkowego i artystycznego. Zachowane zapisy dotyczące prostytucji starożytnego Rzymu mówią, że pracownice seksualne oferowały wówczas bezpośrednie zaspokojenie seksualne, nie trudząc się dostarczaniem swoim klientom innych rozrywek. Z kulturą orientalną kontrastują obyczaje przyjęte w kulturze zachodniej. W okresie średniowiecza wraz z chrześcijaństwem rozpowszechnił się, przejęty z judaizmu, represyjny stosunek do seksualności, w tym także do prostytucji; mimo to zezwalano na działalność pracownic seksualnych, aby chronić pozostałe kobiety przed gwałtami. Żyjący w XIII wieku filozof i teolog Tomasz z Akwinu twierdził, że prostytucja jest społecznie potrzebna, jednak odgrywa rolę „toalety w domostwie” – brzydko pachnie, ale bez niej cały dom pachniałby brzydko.
Współcześnie, w Szwecji, prostytucję zdelegalizowano, głównie pod wpływem ruchów feministycznych.

## Prostytucja na świecie

### Wartość światowego rynku prostytucji
Prostytucja legalna i regulowana prawnie
     Prostytucja legalna, ale nie regulowana prawnie
     Prostytucja nielegalna, karani są kupujący usługę
     Prostytucja nielegalna, karani są świadczący usługę de iure, de facto bardzo często nieprzestrzegane

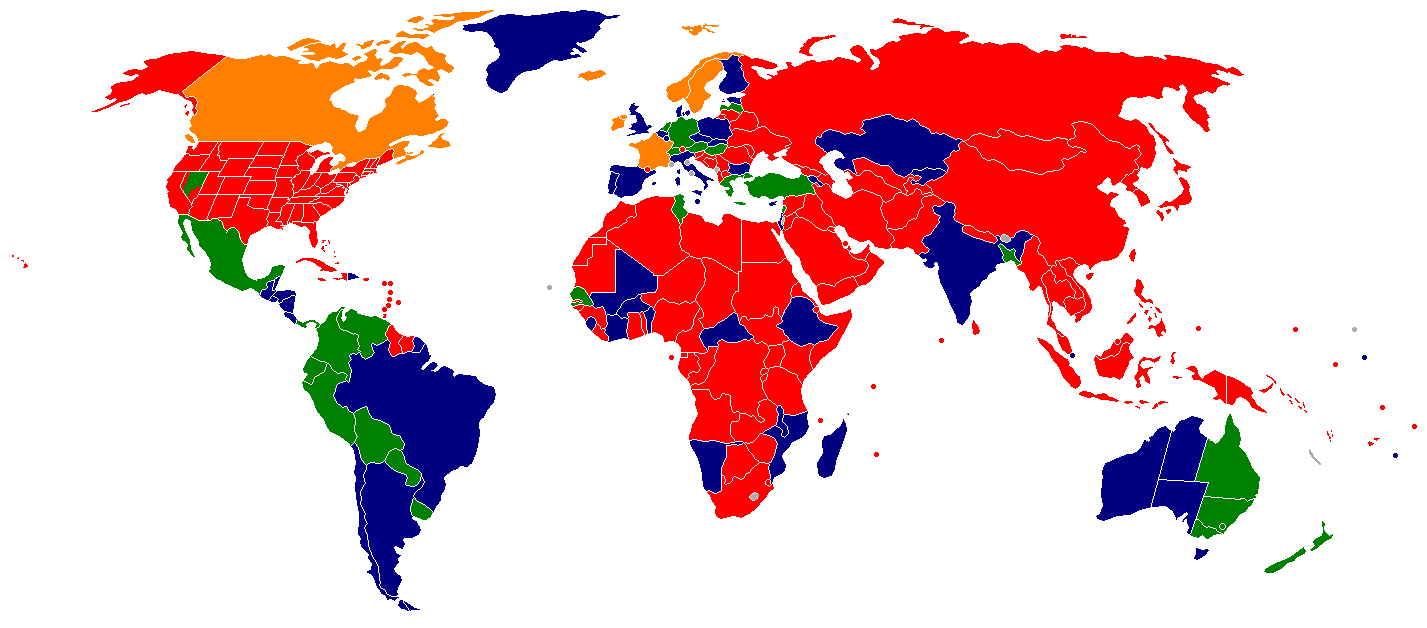
Prostytucja legalna i regulowana prawnie
Prostytucja legalna, ale nie regulowana prawnie
Prostytucja nielegalna, karani są kupujący usługę
Prostytucja nielegalna, karani są świadczący usługę de iure, de facto bardzo często nieprzestrzegane

Szacuje się, że na świecie usługi seksualne świadczy ok. 42 miliony pracownic i pracowników seksualnych.
Całkowita wartość rynku prostytucji oceniana jest na przeszło 187 miliardów dolarów (około 655 miliardów złotych).
Duża część tej wartości przypada na czarne rynki Azji (Chiny: 73 miliardy dolarów, Japonia: 24 miliardy dolarów, Korea Południowa: 12 miliardów dolarów, Indie: 8,4 miliarda dolarów, Filipiny: 6 miliardów dolarów, Tajlandia: 4,3 miliarda dolarów, Turcja: 4 miliardy dolarów, Indonezja: 2,25 miliarda dolarów, Izrael: 2 miliardy dolarów, Tajwan: 1,84 miliarda dolarów, Malezja: 0,96 miliarda dolarów).
W krajach europejskich na rynek hiszpański przypada 26,6 miliarda dolarów, na legalny rynek Niemiec 18 miliardów dolarów, na Szwajcarię 2,65 miliarda dolarów, na Ukrainę 1,5 miliarda dolarów, na Bułgarię 1,3 miliarda, na Wielką Brytanię 1 miliard dolarów, na Włochy 0,6 miliarda dolarów, na Rosję 0,54 miliarda dolarów, a na Czechy 0,2 miliarda dolarów.
Na Stany Zjednoczone 14,6 miliarda dolarów, a na Australię 27 milionów dolarów.

### Prostytucja w Europie
Prostytucja legalna i regulowana prawnie
     Prostytucja jest legalna, ale nie regulowana prawnie
     Prostytucja jest nielegalna – karze się głównie osoby pracujące seksualnie, ewentualnie również klientów
     Prostytucja jest nielegalna – karze się tylko klientów nabywających usługi seksualne
     Kraje poza Europą

Prostytucja legalna i regulowana prawnie
Prostytucja jest legalna, ale nie regulowana prawnie
Prostytucja jest nielegalna – karze się głównie osoby pracujące seksualnie, ewentualnie również klientów
Prostytucja jest nielegalna – karze się tylko klientów nabywających usługi seksualne
Kraje poza Europą

Z wszystkich kontynentów Europa wydaje się mieć najbardziej zróżnicowane prawo dotyczące prostytucji w zależności od kraju. Osoby pracujące seksualnie są karane w większości krajów postkomunistycznych, ale tylko w dwóch krajach Unii Europejskiej (Litwa i Chorwacja). Natomiast w niektórych krajach Europy Zachodniej prostytucja również jest nielegalna, ale karany jest tylko klient nabywający usługi seksualne. Z kolei jeszcze inne kraje takie jak Niemcy i Węgry prostytucję traktują jak każdy normalny zawód i prawnie regulują, a nawet te kraje różnią się między sobą chociażby prawem dotyczącym prowadzenia domów publicznych (w Niemczech można je prowadzić, na Węgrzech nie). W największej ilości krajów prostytucja jest legalna, ale nie regulowana prawnie, a stopień akceptacji tego zawodu w poszczególnych krajach jest różny od pełnej akceptacji (Włochy, Czechy, Hiszpania, Belgia) po jedynie chłodną tolerancję (Polska, Wielka Brytania).

#### Europa Zachodnia
W dużej części krajów Europy Zachodniej (Belgii, Danii, Finlandii, Hiszpanii, Luksemburgu, Portugalii, Wielkiej Brytanii i we Włoszech) prostytucja jest legalna, lecz nielegalne są powiązane z nią praktyki sutenerskie. Coraz popularniejszy wszakże staje się promowany przez partie lewicowe tzw. model skandynawski, który zapoczątkowały Szwecja, Norwegia i Islandia (gdzie szerszy udział kobiet w polityce sprzyja przenikaniu poglądów feministycznych do norm prawnych), a który przejęły Francja i Irlandia; w krajach tych karze się tylko klientów osób pracujących seksualnie, a nie osoby pracujące seksualnie, a więc nielegalne jest płacenie komuś za usługi seksualne. W opozycji do tego poglądu stoi tzw. model holenderski, który zakłada, że prostytucji i tak nie da się wyeliminować, więc lepiej przynajmniej mieć nad nią kontrolę, zalegalizować ją i prawnie regulować. Ten model obowiązuje w Holandii, Szwajcarii, Niemczech, Austrii, Grecji oraz na Węgrzech i Łotwie. Z wyjątkiem dwóch ostatnich krajów w modelu holenderskim legalne jest również prowadzenie domów publicznych.
W latach 70. i 80. w Europie Zachodniej odnotowano wzmożenie działań wśród osób zajmujących się prostytucją, które miały na celu polepszenie warunków ich działalności i wywalczenie sobie korzystnych praw. Pojawiały się protesty ze strony tych grup i powstawały nowe organizacje zrzeszające osoby wykonujące pracę seksualną. I tak na przykład 3 czerwca 1976 roku około 150 kobiet z Lyonu protestowało przeciwko brutalności policji, schroniwszy się w tamtejszym kościele (transparent wywieszony na frontonie świątyni głosił: Nasze dzieci nie chcą mieć swych matek w więzieniu). Zdarzenie to zaskarbiło sobie społeczną sympatię (np. rozmaici ludzie przynosili żywność do kościoła, swoją solidarność manifestowały kobiety) i podobne protesty rozprzestrzeniły się na inne miasta we Francji (w tym do podobnych „okupacji” kościołów doszło w Marsylii, w Grenoble i Montpellier, a gdy ruch dotarł do Paryża „okupowany” był kościół Świętego Bernarda w Montparnasse). 11 czerwca 1976 policja wtargnęła do kościoła w Lyonie (nie zważając na protesty sympatyzującego z protestującymi księdza), pobiła i usunęła z kościoła protestujące młode kobiety, podobnie sprawa zakończyła się w innych miastach. Wydarzenia te jednak odbiły się olbrzymim echem, oparły się o samego prezydenta Francji Giscarda d’Estaing i doprowadziły do utworzenia organizacji polityczno-zawodowej – tzw. Kolektywu Prostytutek Francuskich. Podobnie wypadki potoczyły się w Wielkiej Brytanii, gdzie powstała organizacja English Collective of Prostitutes, „okupowany” był kościół w King’s Cross w Londynie, gdzie znoszono protestującym jedzenie, a osoby pracujące seksualnie z całego kraju na znak protestu chodziły do pracy w maskach (protestujące cały czas były tak zamaskowane). Presja opinii społecznej była ogromna, w sprawę byli zaangażowani członkowie Parlamentu Brytyjskiego i po 12 dniach „okupacji” zawarto porozumienie korzystne dla protestujących. Odpowiednie organizacje powstały też w Niemczech, we Włoszech i w Holandii. Wszystkie one nawiązały współpracę, która zaowocowała powstaniem międzynarodowej organizacji International Committee for Prostitues’ Rights (ICPR). Organizacja ta odznaczyła się dużą skutecznością, dzięki jej lobbyingowi w 1986 roku Parlament Europejski podjął uchwałę, która wzywała władze członkowskie między innymi do niekaralności prostytucji jako zawodu, zagwarantowania osobom pracującym seksualnie takich samych praw, jak innym obywatelom, zapewnienia im ochrony niezależności, zdrowia i bezpieczeństwa.

##### Państwa z legalną prostytucją

###### Niemcy

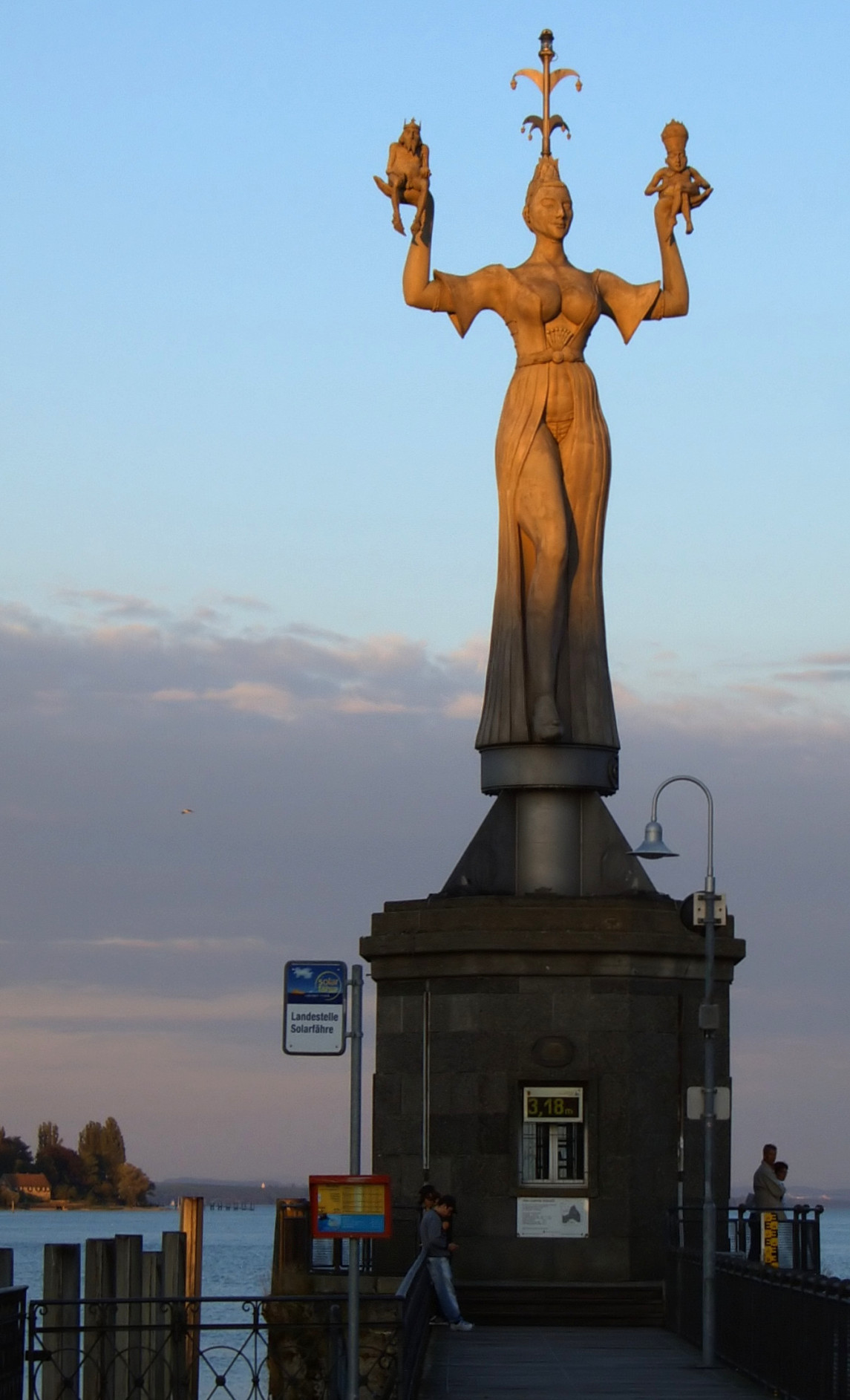
Statua Imperii upamiętniająca sobór w Konstancji z XV wieku

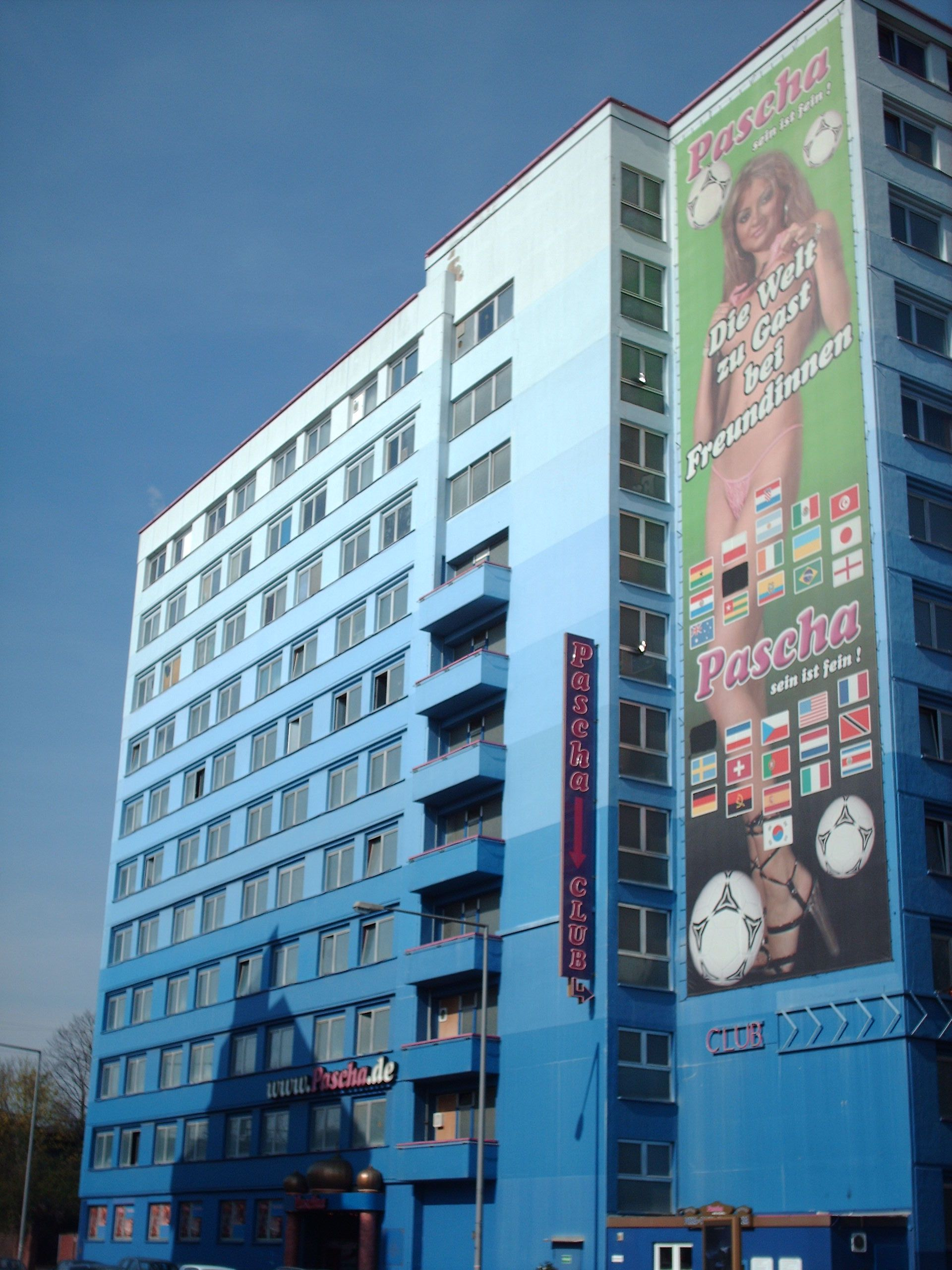
Dom publiczny Pascha w Kolonii, uważany za największy w Europie

Zapisy dotyczące prostytucji w Niemczech datują się od średniowiecza, np. cesarz Zygmunt Luksemburski pisemnie dziękował za przysłanie 1,5 tys. kobiet pracujących seksualnie na sobór w Konstancji w latach 1414–1418. Na przestrzeni XIX i XX wieku prostytucja była legalna, lecz pozostawała pod kontrolą władz: kobiety pracujące seksualnie musiały się rejestrować na policji i posiadać ważne badania lekarskie. Nielegalne były jednak różne formy sutenerstwa, w tym prowadzenie domów publicznych. Jedynie w okresie III Rzeszy uliczne pracownice seksualne uznawano za osoby antyspołeczne i zsyłano do obozów koncentracyjnych. Podczas II wojny światowej władze nazistowskie organizowały w krajach okupowanych tzw. „domy żołnierza”. Po wojnie, na terenie NRD prostytucja była nielegalna i oficjalnie nie istniała, jednak przy hotelach spotykało się osoby pracujące seksualnie, które najczęściej obsługiwały obcokrajowców.
W 1987 roku prawo w Niemczech zobowiązało osoby pracujące seksualnie do płacenia zarówno podatku dochodowego, jak i obrotowego. Opodatkowano też wszystkie ogłoszenia, które osoby te zamieszczają w prasie. Jednocześnie państwo nie robiło nic, by ochronić osoby pracujące seksualnie przed wyzyskiem przez wynajmujących lokale, przed pracującą na czarno konkurencją, czy pomóc uwolnić się im od „opiekunów”. Było wówczas około 400 tysięcy tych osób. Grupowały się w tuzinie organizacji – między innymi w Kasandrze i Hydrze w Berlinie, w Cinderelli w Düsseldorfie oraz w Lisistracie w Kolonii. Dwa razy do roku przygotowywano Kongres Ladacznic (same tak ten kongres nazwały i domagały się, by tak go nazywano). Zgodnie z artykułem 138 kodeksu karnego, umowa między stronami traciła ważność, jeśli obrażała moralność publiczną, a akt płatnej miłości nie mógł być (w świetle tego artykułu) przedmiotem umowy o dzieło, osoba prowadząca dom publiczny nie mogła występować w roli prawnego pracodawcy. Wszystkie te przepisy były krytykowane przez osoby pracujące seksualnie. Za osobami tymi przemawiała jednak siła, wynikająca choćby ze skali rynku. Wedle szacunków dziennie osoby pracujące seksualnie odwiedzało w Niemczech ponad milion mężczyzn. Osoby pracujące seksualnie wnosiły do gospodarki 11 miliardów marek rocznie.
W 2001 roku w Niemczech zmiany w prawie zwolniły osoby pracujące seksualnie z obowiązku rejestracji i posiadania badań lekarskich. Kluczowe zmiany prawne nastąpiły w 2002 roku, gdy Bundestag głosami (rządzącej Niemcami w latach 1998–2005) koalicji SPD i Partii Zielonych przegłosował zmiany w ustawodawstwie dotyczącym prostytucji – zniesiono zakaz prowadzenia domów publicznych i zezwolono na świadczenie usług seksualnych na zasadzie zwykłej umowy o pracę (co wiąże się też z koniecznością płacenia podatku dochodowego i naliczania w cenie usługi podatku VAT). Tak stanowione prawo miało też wskazywać, że prostytucja nie powinna już być teraz traktowana jako coś niemoralnego. Jednak kolejna ekipa rządząca w raporcie z 2007 roku skrytykowała te regulacje prawne z uwagi na brak oczekiwanych efektów – wskazała, że warunki osób pracujących seksualnie nie uległy poprawie między innymi dlatego, że nie korzystają one z możliwości zawierania umów i pracują „na czarno”. Nie zmieniło się też podejście społeczeństwa, które nadal nakłada piętno na osoby pracujące seksualnie i wiele z tych osób ciągle prowadzi podwójne życie.
Przed zmianami prawnymi z 2002 roku w Niemczech funkcjonowały jednak domy publiczne (największe w Hamburgu i Kolonii). Niektóre zostały zamknięte w końcu lat 80. z uwagi na spadek popytu na usługi seksualne spowodowany paniką przed chorobą AIDS. Tym niemniej wszystkie one działały w warunkach zagrożenia prawem – sądy najwyższe w Niemczech wielokrotnie zasądzały, że prostytucja stanowi obrazę moralności, co miało szereg konsekwencji prawnych. W 2000 roku zapadł jednak precedensowy wyrok – po przeprowadzeniu szerokich badań opinii sąd uznał, że Felicitas Weigmann, któremu miasto nakazało zamknięcie berlińskiej kawiarni Psst!, umożliwiającej klientom kontakt z osobami pracującymi seksualnie (jednocześnie oferując pokój gościnny) słusznie odwołał się do sądu od decyzji. Sąd przyznał, że stosunek społeczeństwa do prostytucji uległ zmianie – nie można już prostytucji zakwalifikować jako obrazy moralności. Ponadto w 2006 roku Trybunał Federalny orzekł, że w świetle nowego prawa reklama usług seksualnych jest w pełni legalna.
Płatności za usługi seksualne następują zwykle w gotówce, co utrudnia ich opodatkowywanie. W praktyce podatki nie zawsze są płacone. Dlatego władze landów wprowadziły system, zgodnie z którym osoby pracujące seksualnie muszą płacić podatki z góry. Jest to z góry określona kwota za dzień, zbierana i odprowadzana do urzędów skarbowych przez właścicieli domów publicznych. Kwota ta w Berlinie wynosi 30 euro (około 120 złotych), w Nadrenii Północnej-Westfalii wynosi 25 euro (około 100 złotych). Kolonia była pierwszym miastem niemieckim, które wprowadziło też bezpośredni podatek od prostytucji (i innych usług branży szeroko rozumianego seksbiznesu). Z wyjątkiem obszaru Geestemünder Straße wynosi on za każdą osobę pracującą seksualnie 150 euro na miesiąc (płatne przez właściciela domu publicznego lub niezależnie działającą osobę). W 2006 roku miasto zebrało w ten sposób 828 tysięcy euro (ponad 3,3 mln złotych). Podatek wprowadziła rada miasta rządzona przez koalicję CDU i Partii Zielonych, nie kryjąc, że ma on na celu zmniejszenie wzrostu prostytucji.
Każde miasto ma prawo na określenie pewnych obszarów, gdzie prostytucja nie jest dozwolona (tzw. Sperrbezirk) pod karą grzywny. Poszczególne miasta na różny sposób wykorzystują te uprawnienia. W Berlinie prostytucja uliczna jest dozwolona wszędzie, w Hamburgu w okolicach Reeperbahn o określonych godzinach. W Monachium i Lipsku prostytucja uliczna jest zakazana prawie wszędzie, ponadto w Lipsku lokalne prawo pozwala policji na karanie klientów, którzy w miejscu publicznym szukają sposobności do skorzystania z usług seksualnych. W większości mniejszych miast Sperrbezirk obejmuje centrum miasta i dzielnice mieszkalne. Kilka landów zabrania prowadzenia domów publicznych w małych miastach (zwykle poniżej 35 tysięcy mieszkańców). W Bawarii prawo nakłada na osoby pracujące seksualnie obowiązek korzystania z prezerwatyw (pracownice nieprzestrzegające tego prawa muszą liczyć się z ryzykiem przyłapania na gorącym uczynku przez agentów policyjnych w cywilu udających klientów).
Legalnie podejmować pracę jako osoby pracujące seksualnie mogą w Niemczech obywatele Unii Europejskiej. W praktyce pracują w tej branży też osoby z innych krajów, zwykle nielegalnie, bez pozwolenia na pracę, korzystając z trzymiesięcznych wiz turystycznych.
Dopuszczanie osób poniżej 18 roku życia do pracy w domu publicznym jest nielegalne, podobnie jak nakłanianie osób poniżej 21 roku życia do podjęcia lub kontynuacji takiej pracy. Również nielegalne jest kupowanie usług seksualnych od osób, które nie ukończyły 18 roku życia (do 2008 roku legalna granica wieku wynosiła 16 lat). Prawo takie ściga obywateli Niemiec, którzy kupują usługi seksualne od nieletnich także poza granicami Niemiec.
Badania z lat 90. XX wieku szacowały liczbę osób pracujących seksualnie na 50 do 200 tysięcy. Obecnie szacuje się, że liczba ta wynosi około 400 tysięcy, z czego 93% stanowią kobiety, 3% osoby o odmiennej tożsamości płciowej, 4% mężczyźni. 63% z tych osób to obcokrajowcy, z czego dwie trzecie pochodzi z Europy Centralnej i Wschodniej. Liczba osób z zagranicy, które świadczą usługi seksualne, wzrosła w Niemczech po przyjęciu nowych państw członkowskich do Unii Europejskiej (w 1999 roku usługi seksualne w Niemczech świadczyło 52% obcokrajowców). Z innych badań wynika, że z płatnych usług seksualnych korzystało kiedykolwiek od 10% do 30% populacji dorosłych mężczyzn. Wśród 17-letnich mężczyzn, którzy mieli kiedykolwiek stosunki seksualne, z płatnych usług seksualnych korzystało 8%.
W Niemczech prostytucja występuje w kilku formach: jako prostytucja uliczna i prostytucja w różnych klubach i lokalach. W latach 90., jeśli chodzi o formę, 64% takich spotkań obywało się w barach, klubach, domach publicznych, 10% przez agencje towarzyskie, 16% stanowiła prostytucja uliczna, 12% inne (łącznie z ogłoszeniami w prasie). Czas trwania płatnej miłości trwał kilka minut w 9,4% przypadków, od 15 do 30 minut w 36,2%, do 60 minut w 33,2%, ponad 60 minut w 21%. Najczęściej miała ona miejsce popołudniem 35,9%; wieczorem 33,2%, poza tym nocą 16,1%, rankiem 9,4% i w przerwach obiadowych 4,4%.
W lokalach, które są barami, kobiety nakłaniają też mężczyzn do zamawiania drogich drinków, dzieląc zwykle zarobione pieniądze z właścicielem baru. W tzw. Centrach Erosa kobiety wynajmują pomieszczenia za 80–150 euro na dzień (około 320–600 złotych) – w cenę wliczone jest zwykle wyżywienie i ochrona – i werbują sobie klientów (często z okna lokalu). Płacone przez klienta pieniądze (stawki są negocjowane i zaczynają się od 25–50 euro, to jest od około 100–200 złotych) nie są dzielone z właścicielami lokalu. Do Centrów Erosa nie mają wstępu dzieci i kobiety, które tam nie pracują. Za największy dom publiczny w Europie uznawany jest Pascha, Centrum Erosa w Kolonii (jest to 12-piętrowy budynek z kilkoma barami i około 120 pokojami na wynajem). Usługi świadczone są też w mieszkaniach, tzw. „mieszkaniówki”, głównie przez osoby niezależne. Kolejna grupa lokali to Partytreffs i Pauschalclubs, kluby dla swingersów, czyli osób swobodnie wymieniających się partnerami lub odpowiednio partnerkami seksualnymi, gdzie obok osób opłacanych w spotkaniach uczestniczą amatorzy. Odrębną grupę stanowią też kluby naturystów i sauny publiczne, z tym, że większość z nich nie ma nic wspólnego z usługami seksualnymi. Kobiety i mężczyźni płacą jednakowe stawki (od 35 do 70 euro, czyli od ok. 140 do 280 złotych) za wejście do sauny publicznej. Na miejscu klienci negocjują stawki z osobami chętnymi do świadczenia usług seksualnych (zwykle od 25 do 100 euro, czyli od ok. 100 do 400 złotych za sesję). Pieniądze te czasami dzielone są z właścicielami lokalu, co jest w świetle prawa nielegalne. Usługi wyjazdowe, podobne do amerykańskich escort services, mają mniejsze znaczenie niż w Stanach Zjednoczonych. Istnieją także agencje specjalizujące się w usługach seksualnych dla niepełnosprawnych, w tym niepełnosprawnych umysłowo. W Wiesbaden takie usługi świadczy agencja Sensie. Prostytucja męska świadczona na rzecz kobiet występuje sporadycznie i są to zwykle spotkania umawiane w hotelach. Większość pracujących seksualnie mężczyzn świadczy usługi homoseksualne.

###### Holandia

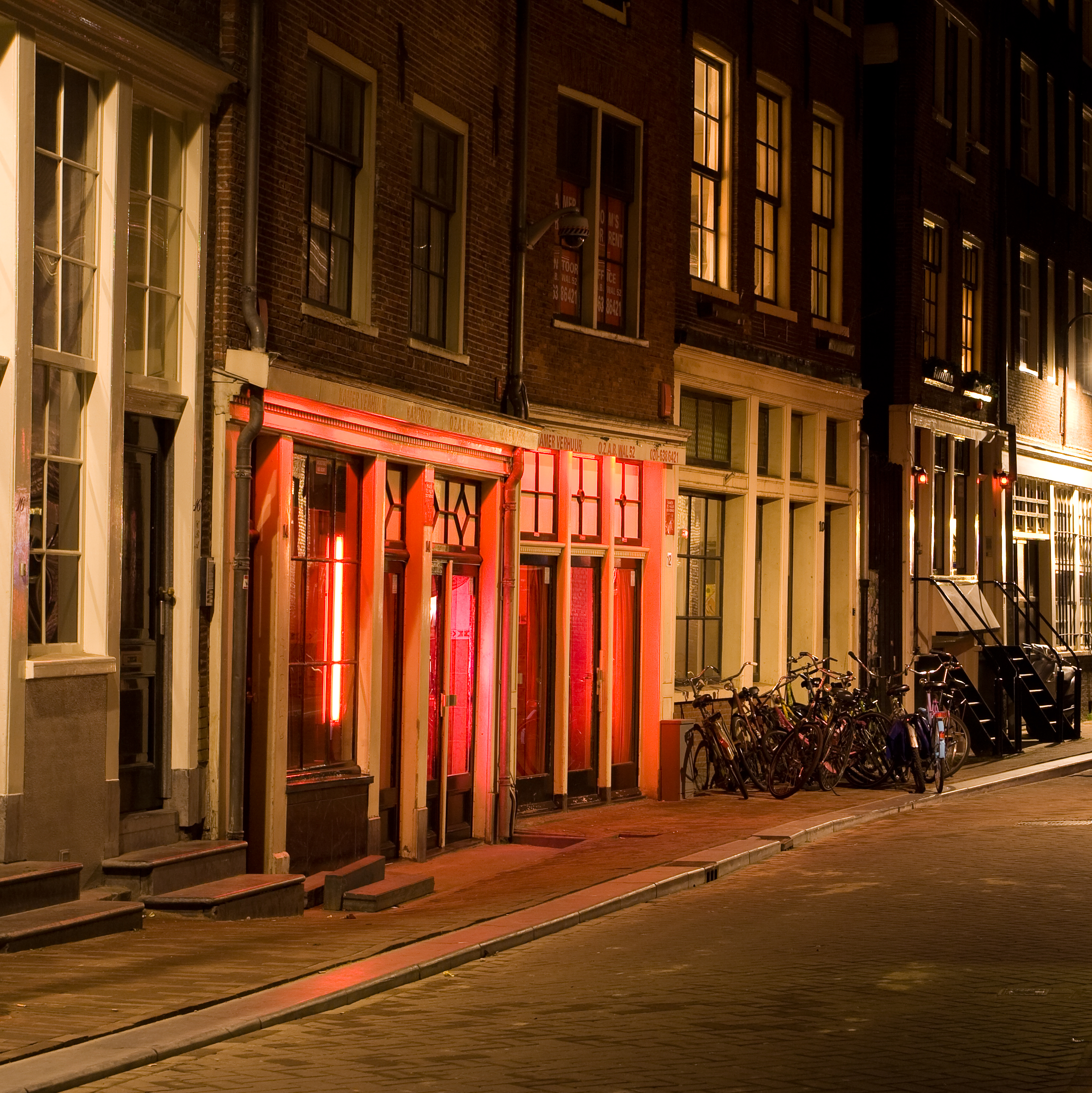
De Wallen – dzielnica czerwonych latarni w Amsterdamie

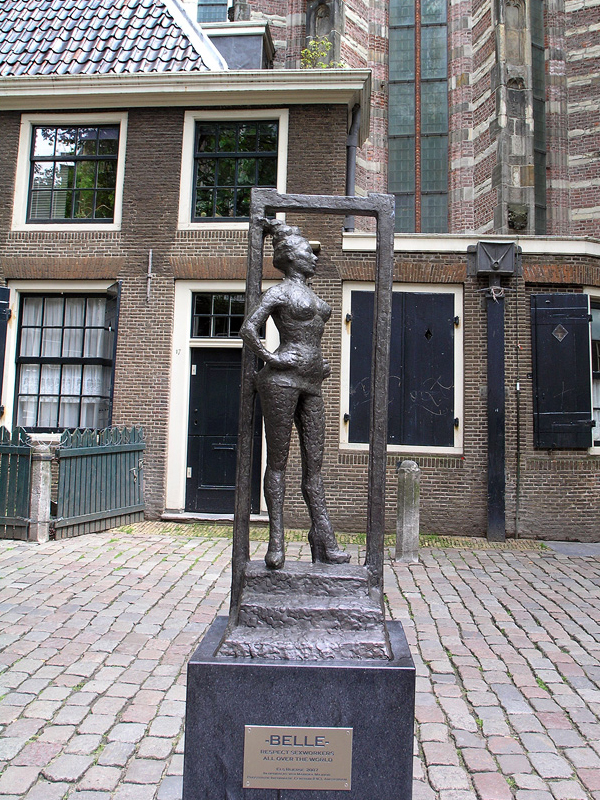
Statua pracownicy seksualnej w Amsterdamie z inskrypcją Szacunek dla osób z całego świata, które pracują w branży seksu

Przez znaczną część XIX wieku prostytucja w Holandii była regulowana. Na fali rosnących wpływów ruchów abolicjonistycznych (chodzi o tzw. nowy ruch abolicjonistyczny przeciwników prostytucji, który nazwą nawiązywał do abolicjonizmu niewolniczego, zyskał ogromną popularność i zdołał zmobilizować znaczną część opinii publicznej w Europie i Ameryce) w 1911 roku zdelegalizowano domy publiczne, ale nie zakazano prostytucji. W 1988 roku prostytucja uznana została za w pełni legalną profesję – obecnie jest legalna z wyłączeniem prostytucji ulicznej. Mimo zakazów przez cały XX wiek działały domy publiczne – uważano, że egzekwowanie prawa byłoby niekorzystne – takie podejście uzasadniano też polityką redukcji szkód.
Brak legalizacji domów publicznych uniemożliwiał jednak regulowanie branży szeroko rozumianego seksbiznesu. W 1997 roku 73% obywateli Holandii popierało legalizację domów publicznych, a 74% było zdania, że prostytucję można traktować jako pracę. W 1999 roku 78% Holendrów uważało, że prostytucja to taka sama praca, jak inne zajęcia. Ostatecznie w 2000 roku weszło w życie nowe prawo legalizujące działalność domów publicznych (na zasadzie licencji). Osoby pracujące seksualnie mogą legalnie podejmować pracę w domach publicznych lub pracować niezależnie (co przeważnie ma miejsce). W Holandii w ten sposób mogą pracować jedynie obywatele Unii Europejskiej, gdyż nie wydaje się innym osobom pozwolenia na pracę w prostytucji. Osoby pracujące w ten sposób otrzymują świadczenia społeczne i zdrowotne, nie są zobowiązane prawem do badań lekarskich, ale często właściciele domów publicznych wymagają przedstawienia ważnych badań przed przyjęciem do pracy (lub wynajęciem pokoju).
Jednym z celów legalizacji była ochrona kobiet poprzez zezwolenie im na pracę, jednak po legalizacji władze odnotowały w domach publicznych znaczny wzrost przestępczości zorganizowanej. Job Cohen, były mer Amsterdamu, stwierdził: Zorientowaliśmy się, że nie chodzi tu już tylko o przedsiębiorców działających na małą skalę, ale o duże organizacje przestępcze, które zaangażowały się w działalność domów publicznych i zajmują się handlem ludźmi, narkotykami, morderstwami i innymi przestępstwami kryminalnymi. W odpowiedzi na wzrost przestępczości władze zaczęły redukcje, zastrzegając, że celem ich nie jest likwidacja dzielnic czerwonych latarni, ale odzyskanie kontroli nad sytuacją. Część domów publicznych straciła licencję (zredukowano sporą ich liczbę w amsterdamskiej Dzielnicy Czerwonych Latarni) i powstały plany zamknięcia kolejnych lokali. Dzielnice Czerwonych Latarni w obawie przed redukcjami starały się poprawić swój wizerunek publiczny. Mariska Majoor – założycielka niekomercyjnego Centrum Informacji o Prostytucji – zorganizowała w Amsterdamie w 2006 i 2007 roku dni otwarte, podczas których wizytujący uzyskali dostęp, bliższe informacje i mogli sami poznać panujące warunki pracy w Dzielnicy Czerwonych Latarni. Mariska Majoor przyczyniła się również do stworzenia i postawienia pierwszego na świecie pomnika „nieznanej” prostytutki (statuy z brązu, odsłoniętej podczas dni otwartych w 2006 roku).
W 1997 roku szacowano, że 80% pracujących seksualnie osób to obcokrajowcy, z czego 70% nie ma żadnych dokumentów imigracyjnych. Badania Holenderskiego Ministerstwa Spraw Zagranicznych z 2000 roku szacowały, że w Holandii usługi seksualne świadczy od 20 do 25 tysięcy osób. Z tego 32% pochodziło z Holandii, 22% z Ameryki Łacińskiej, 19% Europy Wschodniej, 13% z Afryki, 6% z innych krajów Unii Europejskiej, 5% z Ameryki Północnej i 3% z Azji. 5% było osobami o odmiennej tożsamości płciowej, a 5% stanowili mężczyźni. W 1997 roku oceniano, że w Holandii około 1300 mężczyzn świadczy usługi seksualne, z czego prawie wszyscy z nich świadczyli usługi homoseksualne. Raport Kariny Schaapman, byłej pracownicy seksualnej, która obecnie zasiada w radzie miasta Amsterdam, przygotowany w 2008 roku, przedstawił 80 sutenerów uznawanych za „gwałtownych”. Tylko trzy z tych osób pochodziły z Holandii. Raport oszacował, że od 8 do 10 tysięcy pracownic seksualnych amsterdamskich (co stanowi 75% ich całkowitej liczby) pochodzi z Europy Wschodniej, Afryki i Azji. Na początku roku 2008 statystyki miejskie podawały, że w Amsterdamie są 142 zarejestrowane domy publiczne i około 500 tzw. wystaw okiennych. Wysokość rocznych obrotów związanych z prostytucją w Amsterdamie oszacowano na 100 milionów dolarów (około 300 milionów złotych). Dzielnica Czerwonych Latarni w Amsterdamie stanowi też popularną atrakcję turystyczną, toteż dochody tego miasta z turystyki po części związane są z prowadzoną tam działalnością domów publicznych.

###### Austria

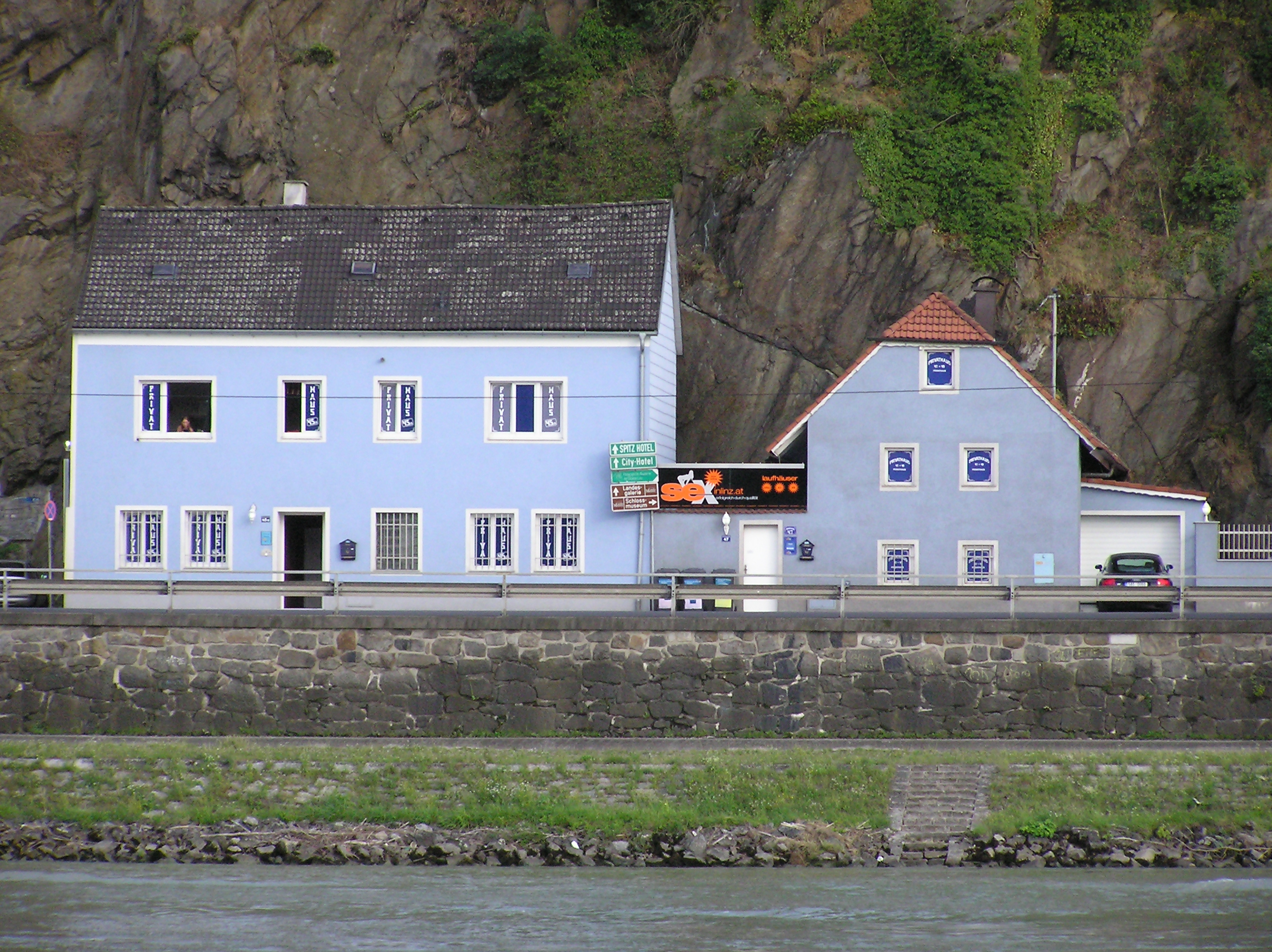
Dom publiczny w Linzu

Ostatni raz prostytucja w Austrii była nielegalna w czasach Marii Teresy Habsburg, która kazała spławić kobiety pracujące seksualnie razem z innymi osobami „aspołecznymi” w dół Dunaju do Banatu. Nie przyczyniło się to bynajmniej do redukcji prostytucji w tym kraju. Przez wiele lat prostytucja była tolerowana i regulowana przez państwo. W 1873 roku w Wiedniu wprowadzono dla kobiet pracujących seksualnie obowiązek rejestracji i posiadania zaświadczeń lekarskich. W 1874 roku zarejestrowano 6424 pracownic seksualnych (z tego 5312 było stanu wolnego, 902 wdowami a 210 zamężne; najmłodsza miała 15, a najstarsza 47 lat). Policja jednak szacowała, że poza tym około 12 tys. kobiet pracujących seksualnie pracuje bez rejestracji. Męską prostytucję homoseksualną zalegalizowano w roku 1989, chcąc w ten sposób ograniczyć rozprzestrzenianie się zakażeń wirusem HIV.
Prostytucja jest legalna i regulowana (wymagana jest rejestracja i zaświadczenie lekarskie), z tym, że karane jest korzystanie z usług seksualnych nieletnich (poniżej 18 roku życia). Prawo federalne landów nakłada dodatkowo ograniczenia na miejsca i czas, w jakich prostytucja jest dopuszczalna. Najbardziej restryktywne jest prawo w Vorarlbergu, gdzie prostytucja może mieć miejsce tylko w licencjonowanych domach publicznych. Do tej pory jednak nie wydano w tym landzie ani jednej licencji. Uzyskiwanie regularnego dochodu z prostytuowania się innej osoby jest nielegalne, dlatego osoby pracujące seksualnie się nie mogą być w Austrii traktowane jak pracownicy – traktowane są jako osoby samozatrudnione, muszą regularnie płacić podatki i nabywają prawo do ubezpieczenia społecznego. W 1989 roku Sąd Najwyższy uznał, że z uwagi na swoistość umowy pomiędzy osobą pracującą seksualnie a klientem, nie może ona dochodzić swych praw, jeśli nie otrzyma należnej zapłaty od klienta. W Austrii nie istnieją Dzielnice Czerwonych Latarni, seksbiznes funkcjonuje w rozproszeniu w poszczególnych miastach w sposób niezauważalny dla osób postronnych. Ogólna liczba kobiet świadczących usługi seksualne w Wiedniu, legalnie i nielegalnie, szacowana jest na 3,5 do 6 tysięcy, a liczba klientów obsługiwanych każdego dnia na 15 tysięcy. W kwietniu 2007 roku w Wiedniu oficjalnie było zarejestrowanych 1352 osoby świadczące usługi seksualne. W 2003 roku najstarszą osobą była 71-letnia Austriaczka świadcząca swoje usługi w Leopoldstadzie. Podobne nasycenie pracownicami seksualnymi wśród całej populacji ludności występuje w innych miastach (np. w Linz w 2008 roku zarejestrowanych było 120 osób pracujących seksualnie, co stanowi około 10% całkowitej ich liczby w Wiedniu). Po roku 1990 w Austrii zwiększył się odsetek niezarejestrowanych osób pracujących seksualnie, a znaczną ich część (60 do 90%) stanowią imigranci, głównie z byłych państw bloku wschodniego.

###### Szwajcaria
Prostytucja w Szwajcarii jest legalna i regulowana. Dopuszczalny wiek dla osoby pracującej seksualnie wynosi 16 lat. Legalna jest też reklama usług seksualnych. Usługi świadczone są najczęściej w licencjonowanych domach publicznych. Prostytucja uliczna jest legalna tylko w wyznaczonych obszarach większych miast. Osoby pracujące seksualnie zobowiązane są do odprowadzania podatku VAT. W ostatnich latach zwiększyła się liczba osób świadczących usługi seksualne. Pochodzą one w większości z Ameryki Łacińskiej, Europy Wschodniej i z Dalekiego Wschodu.

###### Grecja
W Grecji prostytucja jest legalna i regulowana. Osoby pracujące seksualnie muszą się rejestrować w lokalnej prefekturze i posiadać kartę z ważnymi badaniami lekarskimi (którą należy uaktualniać co dwa tygodnie). Władze Grecji zdecydowały się w 1999 roku na wprowadzenie licencjonowania domów publicznych. Liczba osób, które są legalnie zatrudnione w Grecji jako pracownice seksualne, wynosi około 1 tysiąca. Około 20 tysięcy osób pracuje jednak nielegalnie – z czego większość stanowią obcokrajowcy. Prostytucja uliczna zdominowana jest przez imigrantów z Albanii.

##### Inne uregulowania prawne
W Szwecji, Norwegii i Islandii karze się tylko klientów osób pracujących seksualnie, a nie osoby pracujące seksualnie, to znaczy nielegalne jest płacenie komuś za usługi seksualne. Tego typu prawo zostało początkowo (w 1999 roku) przyjęte przez Szwecję i miało wówczas bezprecedensowy charakter. Podobne uregulowania (przewidujące kary dla klienta, a nie osoby pracującej seksualnie) pojawiły się następnie w Finlandii (ustawa z 2006 roku odnosi się tu jednak nie tyle do samej prostytucji, co do handlu ludźmi), Norwegii (ustawa przegłosowana w listopadzie 2008 roku, weszła w życie od 1 stycznia 2009 roku i ściga teoretycznie obywateli Norwegii, którzy płacą za seks także poza terytorium tego kraju) i Islandii (ustawa z kwietnia 2009 roku zabrania również pokazów striptizu). Islandzka premier Jóhanna Sigurðardóttir, która otwarcie deklaruje, że jest lesbijką, stwierdziła: Kraje Skandynawskie przewodzą w drodze ku równouprawnieniu kobiet, uznając, że kobiety są równouprawnionymi obywatelkami, a nie towarem na sprzedaż.

#### Europa Wschodnia
W większości europejskich krajów byłego bloku wschodniego prostytucja jest nielegalna. W okresie reżimu komunistycznego prostytucja została zdelegalizowana, a po upadku komunizmu kraje te w większości zachowały ustawodawstwo z tego okresu. Wyjątek stanowią tu jednak Czechy, Słowacja, Polska, Estonia i Bułgaria (prostytucja jest legalna w tych krajach, ale nielegalne są powiązane z nią praktyki sutenerskie, choć istnieją w tych krajach, zwłaszcza w Czechach, domy publiczne i są tolerowane) oraz Węgry i Łotwa, gdzie prostytucja jest regulowana, ale prowadzenie domów publicznych pozostaje nielegalne. Kuriozum w Czechach stanowił działający w latach 2005–2010 praski Big Sister – pierwszy na świecie dom publiczny on-line, gdzie klienci uzyskują sposobność do uprawiania seksu za darmo, jednak przekazują prawa do prezentowania w Internecie sfilmowanych przy tej okazji scen. Samo wejście do klubu obciążone było opłatą za wstęp w wysokości 500 koron czeskich. Mimo że prostytucja w Czechach nie jest opodatkowana i regulowana prawnie jak np. w Niemczech, to Czesi wykazują bardzo dużą tolerancję zarówno dla osób pracujących seksualnie, jak i dla ich klientów i wszelka działalność z nią związana jest w Czechach tolerowana.
Generalnie im dalej na wschód, tym ceny za usługi seksualne są niższe. Na Łotwie, w centrum Rygi, skorzystać z usług nastoletniej pracownicy seksualnej można było w latach 90. już za 1 łata (2 dolary). W Estonii natomiast Ministerstwo Spraw Socjalnych szacowało, że w kraju tym z prostytucji utrzymuje się około 2 tysięcy kobiet (w tym 30% nieletnich).
Mimo zakazów, jakie obowiązują np. na Litwie, Białorusi, w Rosji i na Ukrainie, prostytucja nie stanowi większego przewinienia i jest szeroko rozpowszechniona w tych krajach. Na Litwie karana jest grzywną w wysokości od 300 do 500 litów (od ok. 360 do ok. 600 złotych); a w przypadku recydywy do 1000 litów (ok. 1200 złotych). Podobnie w Rosji, gdzie w okresie postsowieckim odnotowano jej znaczący wzrost – grzywna wynosi maksymalnie 2000 rubli (około 200 złotych), chyba że chodzi o prostytucję zorganizowaną, za którą grożą kary więzienia.
Doniesienia o łatwo osiągalnym i relatywnie wysokim zysku z prostytucji zwiększały w latach 90. popularność jej świadczenia wśród młodocianych kobiet w Rosji. W 1992 roku 58% uczennic moskiewskich szkół średnich uznało zawód pracownicy seksualnej za najatrakcyjniejsze zajęcie dla młodej kobiety. W przeprowadzonym w 1994 roku sondażu w Petersburgu aż 71% 15-latek na pytanie: Kim chciałaby zostać w przyszłości? odpowiedziało: Prostytutką. W Moskwie z dziewczynami w wieku kilkunastulat, koczującymi w okolicach dworców Białoruskiego i Kurskiego, można było współżyć za cenę niższą niż 1 dolar. Dane z 1992 roku mówiły o 6 tysiącach dorosłych „cór Koryntu” i takiej samej liczbie nieletnich. W 1995 roku liczba ta wzrosła do 40 tysięcy. Większość z nich pracowała w prawie 2 tysiącach domów publicznych. Przy okazji nastąpił też rozwój prostytucji dziecięcej (według szacunków w Moskwie było wykorzystywanych co najmniej 1000 dziewczynek w wieku np. 7 czy 8 lat).
W roku 2012 rosyjskie miasto Biełgorod jako pierwsze i jak dotąd jedyne w kraju wprowadziło kary za korzystanie z usług osób pracujących seksualnie. Pierwszy przypadek zastosowania tego przepisu prawnego miał miejsce 6 czerwca 2012; klient zapłacił karę w wysokości 5000 rubli (ok. 500 złotych).
Na Ukrainie, pomimo nielegalności prostytucji, jest ona ignorowana przez rząd i policję, co przyczyniło się do rozkwitu turystyki seksualnej w tym kraju. W 2005 roku zaostrzono przepisy, które zwalczają przymuszanie do prostytucji i handel ludźmi. jednak poprzednie regulacje zwalczające prostytucję zorganizowaną nie przyniosły oczekiwanych efektów, gdyż skazani za te przestępstwa rzadko trafiają do więzienia. Dla wielu kobiet prostytucja jest w tym kraju jedynym źródłem dochodu – połowa tak zarabiających kobiet utrzymuje dzięki prostytucji swoje dzieci lub rodziców.
Jednak w przeciwieństwie do krajów Europy Środkowej gdzie ludzie zaakceptowali prostytucję jak Polska, Słowacja czy przede wszystkim Czechy w krajach postradzieckich kobiety pracujące seksualnie są stygmatyzowane i postrzegane jako zło. Powoduje to wiele problemów, gdyż na Ukrainie, Białorusi i w Rosji kobiety pracujące seksualnie bardzo często są bite i poniżane przez klientów i nie mogą nic z tym zrobić, gdyż w świetle prawa tych krajów same popełniają przestępstwo trudniąc się prostytucją. Takich problemów nie ma w Polsce, Czechach i na Słowacji gdzie są objęte ochroną prawną, a klient który dopuści się przemocy wobec osoby pracującej seksualnie jest surowo karany.

#### Prostytucja w Polsce
Wraz z transformacją ustrojową w latach 90. XX wieku nastąpił w Polsce rozwój branży szeroko rozumianego seksbiznesu. Powstawały sex-shopy, lokale ze striptizem lub peep-shows i tzw. agencje towarzyskie. W roku 1996 było w Polsce zarejestrowanych 300 agencji towarzyskich. W roku 2003 liczba zarejestrowanych agencji towarzyskich wynosiła ok. 750, a Businessman Magazine ocenił wówczas wartość polskiego rynku związanego z seksbiznesem na 5 do 10 miliardów złotych. Wzrastał też poziom tolerancji dla prostytucji.
Szacuje się, że płatne usługi seksualne świadczy od 18 do 20 tysięcy osób (inne źródła podają, że liczba ta wynosi nawet 150–160 tysięcy osób, a liczba agencji towarzyskich około 15 tysięcy). W agencjach towarzyskich poza Polkami (72%) pracują głównie kobiety zza wschodniej granicy Polski: Ukrainki (19%), Rosjanki, Białorusinki i Bułgarki. Z badania OBOP z końca 2002 roku wynika, że ponad 17% ankietowanych osób podejmując się świadczenia usług seksualnych kierowało się możliwością zarobku i osiągnięcia zysku, a 14% chęcią podniesienia standardu własnego życia, jednak większość (ponad 60% kobiet) zajęło się prostytucją z uwagi na trudną sytuację materialną. Ponadto 2,8% ankietowanych zadeklarowało, że zajmuje się tą profesją w wyniku zmuszania przez inne osoby. Średnie stawki za godzinę towarzystwa wahają się od 100 do 300 złotych, choć zdarza się, że klienci pozostawiają napiwki. W badaniach przeprowadzonych przez OBOP przeciętne dochody miesięczne netto osób świadczących usługi seksualne wynosiły: do 1000 złotych – 37% ankietowanych, od 1000 do 2000 złotych – 31% ankietowanych, powyżej 2000 złotych – 26% ankietowanych. Średnie stawki i zarobki zależą od wieku osoby wykonującej pracę seksualną (najwyższe są wśród osób najmłodszych i spadają sukcesywnie wraz z wiekiem), doceniana jest też znajomość języków obcych (co wynika prawdopodobnie z tego, że klientami osób pracujących seksualnie bywają także nierzadko osoby przyjezdne, podróżujące turystycznie lub służbowo).
80% osób pracujących seksualnie w agencjach towarzyskich otrzymało od ich właścicieli skierowanie na badania (lub oczekiwano od nich takiego zaświadczenia) w celu wyeliminowania nosicielstwa HIV i chorób wenerycznych (miały one również zapewnione okresowe kontrole u lekarzy świadczących usługi na rzecz agencji – co świadczy o wysokim stopniu zorganizowania rynku prostytucji pod kątem bezpieczeństwa zarówno właścicieli agencji, osób pracujących seksualnie i klientów). Badane osoby powszechnie odrzucały argument zagrożenia wirusem HIV, wskazując na wystarczające zabezpieczenie w postaci prezerwatyw i dbania o higienę. Tym niemniej choroby były jednak wymieniane jako jedno z zagrożeń obok obaw związanych ze stygmatyzacją społeczną (wykluczanie społeczne, naznaczenie w „środowisku”, ujawnienie sytuacji wśród rodziny lub bliskich obecnych lub przyszłych – tylko 7% respondentek stwierdziło, że ktoś z członków rodziny wie lub domyśla się, że parają się prostytucją) i ewentualną agresją ze strony klientów. Młodociane osoby pracujące seksualnie uważały też powszechnie, że mogą sobie poradzić z ewentualnym problemem przymuszania do prostytucji i w każdej chwili zerwać ze swym procederem.
Prostytucją para się prawdopodobnie coraz więcej osób nieletnich (poniżej 18 roku życia). W badaniach, choć dość niemiarodajnych, polegających na wykonaniu 100 telefonów do stołecznych i podwarszawskich agencji z pytaniem Czy znajdziemy u was dziewczyny w wieku 16–18 lat? uzyskano twierdzące odpowiedzi: w 2003 roku 42 razy, w 2004 roku 64 razy, a w 2005 roku 79 razy.
Jak wynika z badań prowadzonych wśród osób pracujących seksualnie w Polsce, z usług seksualnych korzystają osoby wywodzące się z wszelkich grup społecznych (w tym turyści zagraniczni). Korzystanie z płatnych usług seksualnych w badaniach Zbigniewa Izdebskiego przeprowadzonych na grupie Polaków w 2005 roku zadeklarowało w sumie 12% badanych mężczyzn i niespełna 1% kobiet (najwięcej badanych, którzy korzystali z usług seksualnych, mieszkało w województwie pomorskim i łódzkim: 17%, oraz w mazowieckim: 16%, najmniej w województwie podkarpackim: 4,8%). Największy odsetek mężczyzn, którzy w jakichkolwiek okolicznościach korzystali z płatnych usług seksualnych, odnotowano wśród 25–29-latków, z wyższym wykształceniem (14%), mieszkających w dużych miastach, tj. powyżej 500 tys. mieszkańców (15%) i niewierzących (25%). Niemal 70% klientów nie widzi niczego złego w uprawianiu seksu pozamałżeńskiego, ale tylko 12% zaakceptowałoby, aby takie samo stanowisko przyjęły ich małżonki, większość nadal zamierza korzystać z tego typu usług. Ponad 70% z nich uważa się za dobrych mężów i ojców.

### Prostytucja w Ameryce Północnej
Prostytucja legalna – uregulowany stan prawny
     Prostytucja (jako świadczenie usług seksualnych za pieniądze) jest legalna, jednak zorganizowana działalność dotycząca świadczenia usług seksualnych (typu dom publiczny) jest zabroniona; prostytucja nie jest uregulowana prawnie
     Świadczenie usług seksualnych jest legalne, kupowanie usług seksualnych jest nielegalne
     Prostytucja jest nielegalna (z wyjątkiem kilku wiejskich hrabstw w stanie Nevada)
     Brak informacji

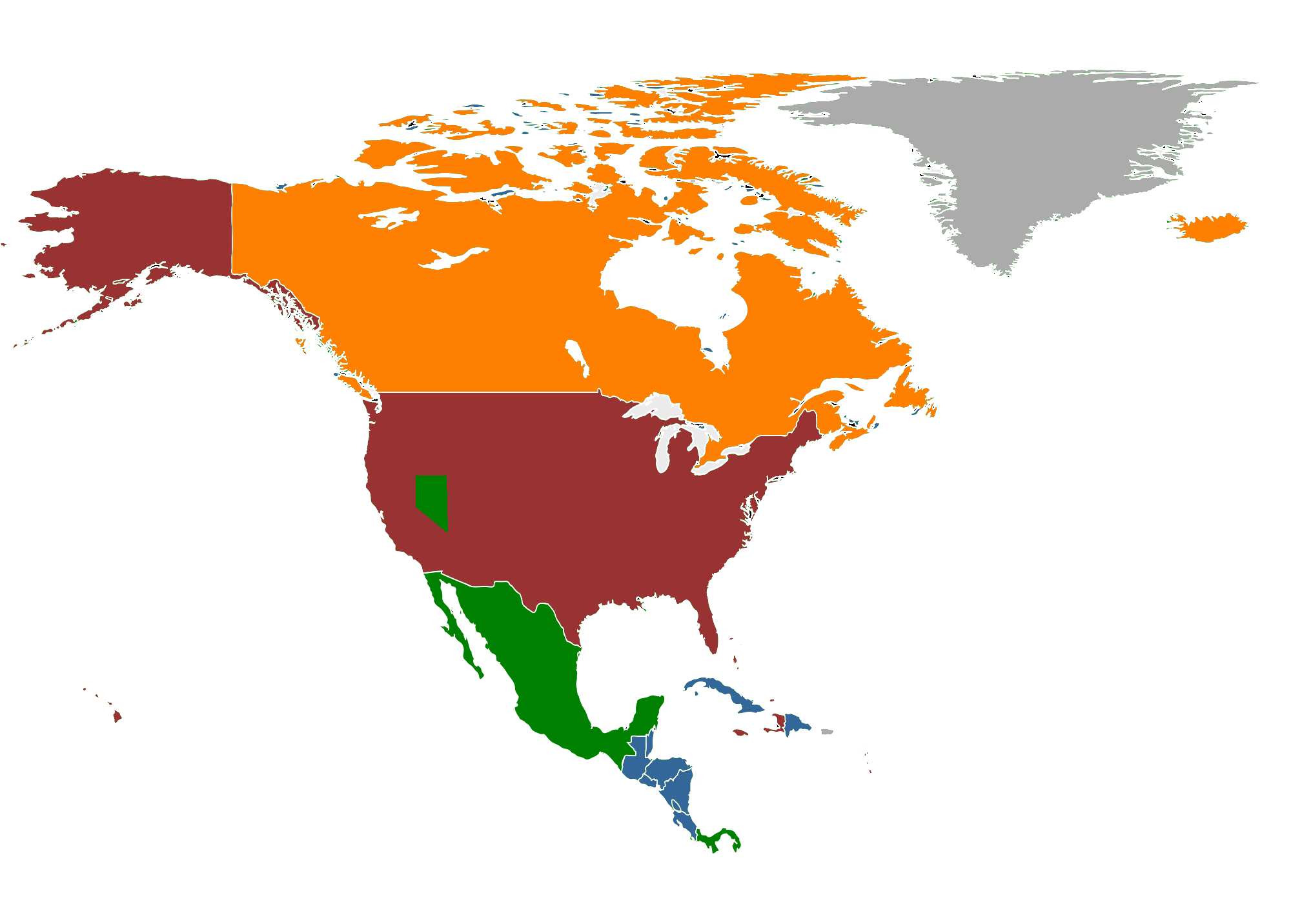
Prostytucja legalna – uregulowany stan prawny
Prostytucja (jako świadczenie usług seksualnych za pieniądze) jest legalna, jednak zorganizowana działalność dotycząca świadczenia usług seksualnych (typu dom publiczny) jest zabroniona; prostytucja nie jest uregulowana prawnie
Świadczenie usług seksualnych jest legalne, kupowanie usług seksualnych jest nielegalne
Prostytucja jest nielegalna (z wyjątkiem kilku wiejskich hrabstw w stanie Nevada)
Brak informacji

W Ameryce Północnej stan prawny prostytucji jest zróżnicowany. Spośród największych państw tego kontynentu prostytucja jest: w Stanach Zjednoczonych – nielegalna (z wyjątkiem kilku wiejskich hrabstw w stanie Nevada, gdzie jest prawnie uregulowana); w Kanadzie – legalna (z wyjątkiem powiązanych praktyk sutenerskich), a w Meksyku w pełni legalna (towarzyszące jej praktyki są tam w pełni uregulowane). W mniejszych państwach jest: nielegalna na Antigua i Barbuda, Bahamie, Barbadosie, Dominice, Grenadzie, Haiti, Jamajce, Saint Kitts i Nevis, Saint Lucia, Trynidadzie i Tobago; legalna (z wyłączeniem praktyk sutenerskich) w Belize, Kostaryce, na Kubie, Dominikanie, Salwadorze, Gwatemali, Hondurasie i Nikaragui; a w pełni zalegalizowana (z towarzyszącymi praktykami) w Panamie.

#### Stany Zjednoczone
W Stanach Zjednoczonych stanowienie praw odnośnie do prostytucji ma miejsce na poziomie władz stanowych. W USA nie ma federalnego zakazu prostytucji, ale wyjąwszy jeden stan (Nevadę) prostytucja jest tu nielegalna we wszystkich pozostałych. Przed laty prostytucja w stanach była legalna, jednak pomiędzy rokiem 1910 i 1915 prawie wszystkie stany zdelegalizowały prostytucję, głównie pod wpływem działalności Unii Wstrzemięźliwości Kobiet Chrześcijańskich (Women’s Christian Temperance Union). Unia ta powstała pod wodzą Carry Nation w 1874 roku w stanie Kentucky, tępiła wszelkie objawy deprawacji – od nagości modelek i aktorek do pocałunków przed ślubem, była też główną siłą propagującą prohibicję narkotyków i alkoholu. W 1917 roku władze federalne zamknęły znaną z prostytucji, legalnie funkcjonującą dzielnicę Storyville w Nowym Orleanie (warto przy tym dodać, że to właśnie w dzielnicy kobiet pracujących seksualnie Storyville około 1900 roku narodziła się instrumentalna sztuka jazzu, a samo słowo jazz, choć nie wyjaśniono tego ostatecznie, prawdopodobnie jest żargonowym określeniem aktu seksualnego). W Deadwood przez kilka dekad prostytucja była tolerowana przez mieszkańców, jak i lokalne władze, do czasu, aż władze federalne i stanowe w 1980 roku ukróciły działalność ostatniej z kobiet pracujących seksualnie pod zarzutem uchylania się od płacenia podatków. Prostytucja była legalna do 1953 roku także na Alasce, która jednak wówczas nie była jeszcze stanem USA. Obecnie prostytucja legalna pozostała tylko w niektórych wiejskich hrabstwach stanu Nevada, gdzie jest w pełni uregulowana.

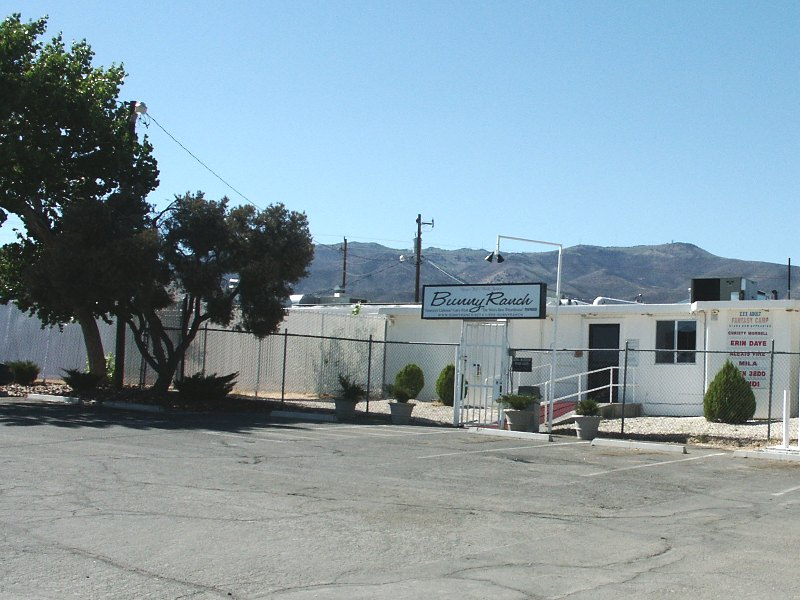
Legalny dom publiczny The Moonlite Bunny Ranch w Mound House w stanie Nevada

Kodeksy większości stanów traktują prostytucję jako przestępstwo ścigane z mocy prawa, ale szczegółowe przepisy są różne. W Nowym Jorku karze się za nagabywanie potencjalnych klientów na ulicy, w Chicago – nie. W New Jersey przestępstwem jest korzystanie z usług kobiet pracujących seksualnie, w Nevadzie przeciwnie – wręcz zachęca się potrzebujących do korzystania z oficjalnie działających, czystych, kontrolowanych przez władze domów publicznych, z których sporo funkcjonuje na zasadzie spółek akcyjnych. W roku 1989 akcje jednego z nich dopuszczono nawet na giełdę.
Obecnie w Stanach Zjednoczonych mimo zakazów i okazyjnych aresztowań dokonywanych przez policję prostytucja występuje w kilku formach: jako prostytucja uliczna, prostytucja w domach publicznych i prostytucja w swoistych agencjach towarzyskich (tzw. escorts lub out-call).
Prostytucja uliczna jest silnie skoncentrowana (np. kobiety pracujące seksualnie spotyka się zasadniczo tylko w jednej dzielnicy większego miasta) i szczególnie napiętnowana przez władze.
Domy publicznie nie istnieją legalnie, jednak ich funkcje pełnią często „salony masażu”, „sauny”, „salony spa” i podobne ośrodki, które dają sposobność do świadczenia usług seksualnych. Mimo policyjnych kontroli i okazyjnych aresztowań (często dokonywanych dopiero wówczas, gdy policja wkracza, ścigając inne przestępstwa, takie jak na przykład handel narkotykami) w wielu rejonach działalność takich lokali jest w dużym stopniu tolerowana. Podobną funkcje przybierają też kluby ze striptizem. Są one także często miejscem świadczenia usług, które można by nazwać „miękką prostytucją”, nie noszącą jednak znamion czynu zabronionego (np. dziewczyna w odosobnieniu, choć w miejscu publicznie dostępnym, wykonuje dla klienta za opłatą taniec połączony ze striptizem, dochodzi przy tym do bliższego kontaktu fizycznego z klientem, kontakt ten ogranicza się jednak jedynie do pettingu, zwykle z wykluczeniem negliżu klienta). Działania agencji (escorts) ograniczają się natomiast do umówienia klienta z osobą świadczącą usługi – oficjalnie są to usługi o charakterze towarzyskim i konwersacyjnym (często reklamowane też jako bodywork,, czyli jako usługi medycyny alternatywnej, polegające np. na masażu), spotkania odbywają się w miejscu zamieszkania klienta lub w hotelu, choć kontakty mogą mieć też dłuższy charakter (np. wspólny wyjazd turystyczny lub służbowy). O ile agencja pobiera tylko opłatę za zaaranżowanie spotkania, to dodatkowa opłata za usługi seksualne negocjowana jest pomiędzy umówionymi osobami. Spotkania takie odbywają się też często bez pośrednictwa agencji – ogłoszenia dają niezależnie działające osoby. Agencje (czy niezależne osoby) dokładają wszelkich starań, by tak praktykowana prostytucja była skryta pod oficjalnymi celami, podawanymi np. w ogłoszeniach, dzięki czemu może być przez policję pomijana milczeniem. Policja, choć zdaje sobie sprawę z rzeczywistych celów działań agencji, mimo oskarżeń o hipokryzję (szczególnie tam, gdzie agencje płacą podatki) nie interweniuje w takich okolicznościach – zwraca się raczej ku prostytucji ulicznej, która jest problematyczna i z uwagi na swoją jawność zwraca uwagę szerszej opinii publicznej. Pewną odmianą tak działających agencji są agencje internetowe, które dostarczają platformy do zamieszczania ogłoszeń przez osoby pracujące seksualnie, zwykle w formie znacznie wymowniej sugerującej cel kontaktów.
Ogólną liczbę kobiet pracujących seksualnie w Stanach Zjednoczonych ocenia się na pół miliona. W jednym z badań z 1990 roku oszacowano, że nasycenie „pełnoetatowymi” kobietami pracującymi seksualnie w Stanach Zjednoczonych wynosi 23 osoby na 100 tys. mieszkańców. Ocenia się, że roczne obroty na rynku prostytucji w Stanach Zjednoczonych wynoszą około 14 miliardów dolarów. W badaniach ankietowych z 2004 roku 25% mężczyzn zadeklarowało, że płaci za seks. Wśród mężczyzn stanu wolnego, którzy ukończyli 30 lat, deklaracje takie podało 30% ankietowanych.

### Prostytucja w Ameryce Południowej
Prostytucja legalna – uregulowany stan prawny
     Prostytucja (jako świadczenie usług seksualnych za pieniądze) jest legalna, jednak zorganizowana działalność dotycząca świadczenia usług seksualnych (typu dom publiczny) jest zabroniona; prostytucja nie jest uregulowana prawnie
     Zależnie od regionu
     Prostytucja jest nielegalna
     Brak informacji

Prostytucja legalna – uregulowany stan prawny
Prostytucja (jako świadczenie usług seksualnych za pieniądze) jest legalna, jednak zorganizowana działalność dotycząca świadczenia usług seksualnych (typu dom publiczny) jest zabroniona; prostytucja nie jest uregulowana prawnie
Zależnie od regionu
Prostytucja jest nielegalna
Brak informacji

Kuriozum w historii prostytucji w Ameryce Łacińskiej stanowi Cwi Migdal – organizacja, która kierowała domami publicznymi rozrzuconymi po całym świecie, od Johannesburga czy Bombaju po Szanghaj. Jej działalność koncentrowała się jednak głównie w Rio de Janeiro (tam w 1913 roku wiele z 431 domów publicznych prowadzili żydzi, związani z Cwi Migdal), Buenos Aires (w Argentynie Cwi Migdal miał około 3 tysięcy burdeli, większość w Buenos Aires), a do pewnego stopnia także w Nowym Jorku (tam jako organizacja handlowo-pogrzebowa „Niezależny Związek Dobroczynny”, założony w 1896 roku, w okresie największego rozkwitu zarabiająca ponad milion dolarów na handlu żywym towarem). O ile w działalności tej organizacji największe znaczenie miał prawdopodobnie handel kobietami z Japonii i Chin, to szczególny sukces organizacja zapewniła sobie dzięki werbowaniu młodych, ubogich żydówek z Europy, które transportowano do Nowego Świata, gdzie zawierały w żydowskich synagogach fikcyjne śluby z de facto swoimi sutenerami (od końca lat 60. XIX wieku aż do początku II wojny światowej w roku 1939 było takich kobiet tysiące). Niektóre z nich pozostały w siatce, same prowadząc domy publiczne. Spotkały się jednak z całkowitym odrzuceniem przez społeczność żydowską w Ameryce Łacińskiej – nie obsługiwano ich w restauracjach, omijano z daleka w miejscach publicznych, nie dopuszczano do funkcji w instytucjach żydowskich, odmawiano im pochówku na cmentarzach żydowskich. Ostatecznie założyły własną organizację religijno-charytatywną, niemającą sobie podobnych na świecie (Żydowskie Towarzystwo-Dobroczynno Pogrzebowe).
W Ameryce Południowej prostytucja jest nielegalna jedynie w Gujanie i w Surinamie. Legalna i w pełni uregulowana w Boliwii, Kolumbii, Ekwadorze, Chile, Peru, Urugwaju, Wenezueli. W Brazylii, Paragwaju, Argentynie jest legalna, ale z wyłączeniem praktyk sutenerskich.
W Brazylii usługi seksualne stanowią ważny element produktu krajowego brutto – szacuje się, że jest to około 5% GDP.

### Prostytucja w Oceanii
Prostytucja legalna – uregulowany stan prawny
     Prostytucja (jako świadczenie usług seksualnych za pieniądze) jest legalna, jednak zorganizowana działalność dotycząca świadczenia usług seksualnych (typu dom publiczny) jest zabroniona; prostytucja nie jest uregulowana prawnie

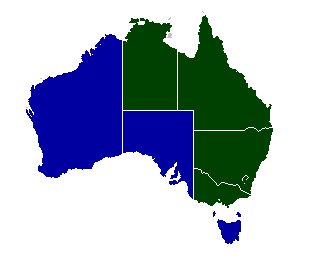
Prostytucja legalna – uregulowany stan prawny
Prostytucja (jako świadczenie usług seksualnych za pieniądze) jest legalna, jednak zorganizowana działalność dotycząca świadczenia usług seksualnych (typu dom publiczny) jest zabroniona; prostytucja nie jest uregulowana prawnie

Z największych państw rejonu Oceanii prostytucja jest legalna i w pełni uregulowana w Nowej Zelandii i w większości wschodnich stanów Australii. Przykładem australijskiego, licencjonowanego domu publicznego, którego akcje notowane są na giełdzie papierów wartościowych, może być Daily Planet z Melbourne. W zachodnich stanach Australii (i w australijskim stanie Tasmania) prostytucja jest też legalna, ale z wyłączeniem praktyk sutenerskich.
Natomiast w większości państw leżących na wyspach tego regionu świata (Fidżi, Samoa, Wyspy Marshalla, Nauru, Palau, Papua-Nowa Gwinea, Wyspy Salomona, Tuvalu, Vanuatu, Mikronezja) jest nielegalna, z wyjątkiem Kiribati i Tonga, gdzie jest legalna, ale z wyłączeniem praktyk sutenerskich.

### Prostytucja w Azji
Prostytucja legalna – uregulowany stan prawny
     Prostytucja (jako świadczenie usług seksualnych za pieniądze) jest legalna, jednak zorganizowana działalność dotycząca świadczenia usług seksualnych (typu dom publiczny) jest zabroniona; prostytucja nie jest uregulowana prawnie
     Prostytucja jest nielegalna

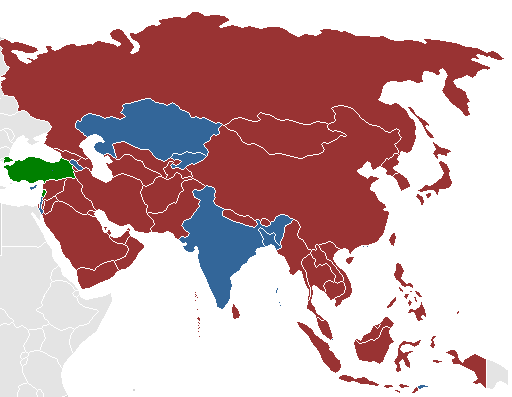
Prostytucja legalna – uregulowany stan prawny
Prostytucja (jako świadczenie usług seksualnych za pieniądze) jest legalna, jednak zorganizowana działalność dotycząca świadczenia usług seksualnych (typu dom publiczny) jest zabroniona; prostytucja nie jest uregulowana prawnie
Prostytucja jest nielegalna

Prostytucja faktycznie wchodzi w strategię rozwoju wielu krajów azjatyckich, które muszą spłacać długi zagraniczne. Poprzez wysokie pożyczki na rozwój przemysłu turystycznego i rozrywkowego, faworyzującego rynek usług seksualnych, zarówno Międzynarodowy Fundusz Walutowy, jak i Bank Światowy niejawnie wspierają prostytucję w tych krajach.
W zdecydowanej większości państw azjatyckich prostytucja jest nielegalna. Do grupy tej należą: Gruzja, Azerbejdżan, Afganistan, Uzbekistan, Tadżykistan, Pakistan, Turkmenistan, Bahrajn, Birma, Brunei, Irak, Iran, Jordania, Kuwejt, Malediwy, Katar, Arabia Saudyjska, Sri Lanka, Syria, Zjednoczone Emiraty Arabskie, Jemen, Oman, terytoria palestyńskie, Nepal, Bhutan, Mongolia, Chiny, Tajwan, Korea Północna, Korea Południowa, Japonia, Filipiny, Tajlandia, Wietnam, Laos.
Z większych państw legalna z wyłączeniem praktyk sutenerskich jest tylko w Indiach oraz w Kazachstanie i Kirgistanie. Ponadto podobnie na Cyprze, w Armenii, Izraelu i kilku mniejszych regionach: specjalnych regionach administracyjnych Chin: w Hongkongu i w Makau, w Singapurze i Timorze Wschodnim. Prostytucja legalna i w pełni uregulowana jest tylko w Libanie i w Turcji.
W kilku azjatyckich państwach sytuacja prawna jest na tyle skomplikowana, że trudno w prosty sposób określić legalność prostytucji, np. w Kambodży prostytucja jest sprzeczna z konstytucją, ale brak konkretnych uregulowań prawnych; na Tajwanie odwrotnie – mimo że regulacje prawne zabraniają prostytucji, to są one niezgodne z konstytucją; w Indonezji, mimo że jest oficjalnie potępiana, to w zasadzie nie ma przepisów prawnych, które by jej dotyczyły; w Japonii prostytucja jest nielegalna, ale prawo nie określa kary za jej praktykowanie; w Bangladeszu legalna jest prostytucja kobiet, ale nie jest legalna prostytucja mężczyzn; natomiast w Malezji (podobnie jak w wielu innych krajach) osoby pracujące seksualnie nie mogą legalnie zabiegać o klientów w miejscach publicznych.
W porównaniu z innymi rejonami świata kontynent azjatycki wydaje się być stosunkowo homogeniczny w swoim podejściu do prawnego zakazu uprawiania prostytucji. Taki obraz sytuacji jest jednak iluzoryczny i bierze się głównie stąd, że w stosunku do prostytucji prawie cała Azja cechuje się szczególnie dużą dozą hipokryzji, dwulicowości (podwójnych standardów) i brakiem zbieżności oficjalnego prawa z przyjętymi praktykami. W wielu azjatyckich krajach prostytucja stanowi swoistą tajemnicę poliszynela. Choć korzystanie z usług osób pracujących seksualnie jest często de facto powszechne, to z drugiej strony społeczeństwa oficjalnie piętnują osoby pracujące seksualnie. Dobrym przykładem rozbieżności prawa z praktyką może być Tajlandia. Choć prostytucja jest tu oficjalnie nielegalna, to powszechnie jest tolerowana i regulowana, a kraj uchodzi za szczególnie atrakcyjny cel podróży w turystyce seksualnej.

#### Japonia

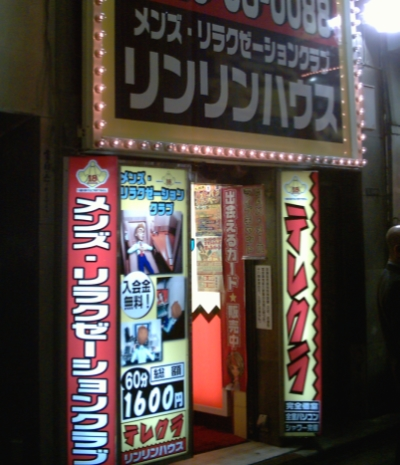
Budka telefoniczna terekura z lat 90. XX wieku umożliwiająca odpłatnie kontakt z osobami świadczącymi usługi seksualne

Prostytucja w Japonii istniała przez cały okres istnienia tego kraju, stanowiła jedną z najstarszych gałęzi biznesu o kilkusetletniej tradycji (zob. historia prostytucji w Japonii). Przyciągała także przybyszy z innych azjatyckich krajów i Europy. W XVII w. próbowano po raz pierwszy nałożyć prawne regulacje na prostytucję, czego zasadniczym motywem była chęć ściągania podatków. Zaraz po II wojnie światowej rząd japoński nakazał zorganizowanie domów publicznych, które miały służyć wojskom amerykańskim okupującym wówczas Japonię. W ten sposób rząd chciał walczyć o zachowanie czystości „rasy” japońskiej. W 1946 roku amerykańscy okupanci nakazali likwidację stworzonego w ten sposób systemu licencjonowanej prostytucji, zakazali stręczycielstwa, ale sama prostytucja pozostała legalna. Dopiero w 1956 roku wprowadzono zakaz prostytucji, rzekomo z powodu rozprzestrzenienia się w wojsku chorób przenoszonych drogą płciową, przy czym prostytucję zdefiniowano tak, że można o niej mówić tylko wówczas, gdy w zamian za zapłatę dochodzi do stosunku seksualnego. Wiele klubów do dziś oferuje więc przede wszystkim szereg usług związanych z kontaktami seksualnymi, które wykluczają odbywanie stosunków. Tym niemniej wszelkie formy sutenerstwa zagrożone są karami grzywny. Mnóstwo luk w prawie (jak choćby to, że prawo zabrania prostytuowania się, jak i bycia klientem osoby pracującej seksualnie, jednak nie określa wymiaru kary za takie czyny), liberalne interpretacje prawa i lub elastyczne podejście do jego egzekwowania pozwalają branży szeroko rozumianego seksbiznesu na prosperity i obroty roczne rzędu 2,1 biliona jenów (około 24 miliardów dolarów) rocznie. Trudno ocenić całkowitą liczbę osób pracujących w seksbiznesie w Japonii, choć jeden z raportów szacuje tylko samą liczbę kobiet pracujących seksualnie innych narodowości niż japońska na przeszło 150 tysięcy.

#### Korea Północna
W rządzonej przez komunistów Korei Północnej prostytucja jest nielegalna i, jak oficjalnie utrzymuje rząd tego kraju, nie istnieje, jednak faktycznie jest praktykowana w dyskrecji. Młode dziewice są zaciągane do kippŭmjo, gdzie po 20-miesięcznym szkoleniu zaczynają świadczyć swoje usługi dygnitarzom państwowym. Również wiele chińskich kobiet pracuje seksualnie w Regionie Turystycznym Kŭmgangsan, a ich klientami często są południowokoreańscy turyści. Koreanki często uciekają do Chin, gdzie są ofiarami niewolnictwa seksualnego.

#### Korea Południowa
Gdy w 1945 roku zakończyła się w Korei Południowej era zależności od Japonii, władze amerykańskich okupantów zdelegalizowały prostytucję, a w 1947 prawodawstwo to zostało zachowane przez nowy rząd południowokoreański. Prostytucja jednak rozkwitała w kolejnych dekadach, a prawo nie było egzekwowane. W latach 1960–1980 rząd koreański organizował domy publiczne dla stacjonujących tam żołnierzy amerykańskich – w obliczu zagrożenia ze strony Korei Północnej traktował to jako jeden ze sposobów na zachęcenie Amerykanów do pozostania. W 2003 rząd zaostrzył regulacje prawne i w kolejnych latach położył większy nacisk na egzekwowanie prawa. Wśród metod walki z prostytucją były na przykład zachęty polegające na płaceniu firmom, których pracownicy zobowiążą się do niekorzystania z usług pracownic seksualnych po imprezach firmowych. Tym niemniej w 2007 roku oceniano, że roczne obroty tej branży wynoszą 14 bilionów wonów południowokoreańskich (około 13 miliardów dolarów), co stanowi około 1,6% dochodu narodowego brutto tego kraju. Liczbę osób wykonujących pracę seksualną oceniano wówczas na 269 tysięcy (organizacje feministyczne działające w tym kraju podawały, że liczba ta dochodzi nawet do 1,2 miliona), a liczbę transakcji w tymże roku na 94 miliony. Inny z raportów Koreańskiego Instytutu Kryminologii podał, że 20% mężczyzn z tego kraju w wieku od 20 do 30 lat płaci za seks co najmniej cztery razy w tygodniu.

#### Chiny
W latach 50. XX wieku, po przejęciu władzy w Chinach kontynentalnych przez partię komunistyczną, wykorzeniono prostytucję (która wcześniej rozwijała się w miastach portowych) poprzez rozstrzelanie pracownic seksualnych i ich opiekunów lub odesłanie niektórych pracownic seksualnych do odpowiednich szkół w celu przyuczenia zawodowego. Przykładowo 21 listopada 1949 roku zlikwidowano w Pekinie 224 domy publiczne. W innych miastach (np. Tianjin, Szanghaj, Wuhan) likwidacja następowała dłużej – stopniowo zniechęcano do prowadzenia domów publicznych. W efekcie na dwie dekady (lat 60. i 70. XX wieku) prostytucja została wymazana z obyczajności tego kraju, choć jednak niekompletnie (z usług seksualnych korzystali w szczególności sami „ojcowie” przemian, należący do elit politycznych tego kraju, w tym sam Mao Zedong). W początkach lat 80. XX wieku, wraz z traceniem przez rząd kontroli nad społeczeństwem, prostytucja stała się w Chinach ponownie widoczna. Polityka rządu chińskiego, jaka pojawiła się w odpowiedzi, była jednak niekonsekwentna. Początkowo zwrócono się ku egzekwowaniu prawa, potem jednak zastosowanie znalazły inne środki społecznej dyscypliny, takie jak na przykład kampanie propagandowe prowadzone przez policję. Obecnie prostytucja rozwinęła się na dużą skalę i występuje w Chinach zarówno na terenach zurbanizowanych, jak i poza miastami. Usługi świadczone są w hotelach, salonach piękności i lokalach typu karaoke. Policja patroluje miejsca publiczne i lokale rozrywkowe, dokonując co roku około 250 tysięcy zatrzymań związanych z prostytucją (zatrzymywane są zwykle osoby pracujące seksualnie, rzadko ich klienci), co jak się ocenia, dotyczy tylko około 25% wszystkich osób trudniących się prostytucją. Zdecydowana większość zatrzymanych jest zwalniana po zapłaceniu grzywny. Aby uniknąć aresztowań przez policję, sprzedający i kupujący na rynku prostytucji wypracowali szereg taktyk, które polegają na przykład na odpowiednim korzystaniu ze środków transportu (prywatnych samochodów lub taksówek), telefonów komórkowych, pagerów czy komunikatorów internetowych. Szacuje się, że w branży usług seksualnych w Chinach pracuje około 10 milionów osób, a roczna konsumpcja zamyka się kwotą około 1 biliona juanów chińskich (ok. 0,5 biliona złotych). Głównie jest to prostytucja kobiet, choć w ostatnich latach spotyka się też pracujących seksualnie mężczyzn. W Chinach pracuje w tej branży także wiele kobiet z Rosji. Mimo braku poparcia publicznego niektóre organizacje lobbują za legalizacją prostytucji. Choć na szczeblu lokalnym kontrola nad prostytucją złagodniała, to na szczeblu rządowym propozycja legalizacji nie zdobyła sobie poparcia.

#### Hongkong

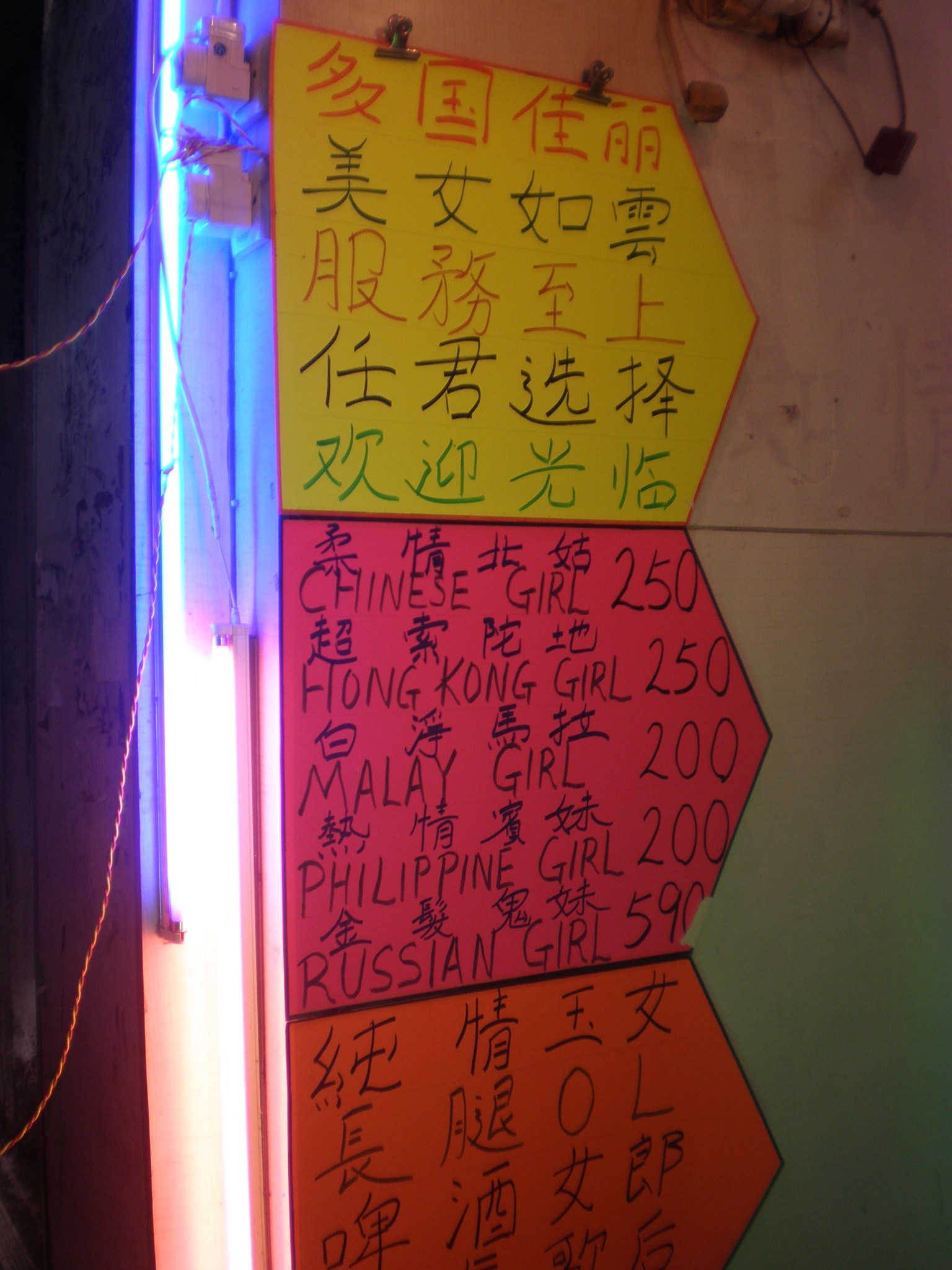
Cennik usług pracownic seksualnych różnych narodowości na zewnątrz burdelu przy Soy Street w Hongkongu

W Hongkongu (niewielkim obszarze Chin, który w 1842 znalazł się pod kontrolą Wielkiej Brytanii, a po rozszerzeniu w 1887 został jej na 99 lat wydzierżawiony i do dziś posiada znaczną autonomię prawodawczą) prostytucja była w latach 1879–1932 legalna i uregulowana (pracownice seksualne zobowiązane były do rejestracji, badań lekarskich i płacenia podatków). W 1930 roku w Hongkongu było blisko 200 legalnych domów publicznych i ponad 7 tys. zarejestrowanych pracownic seksualnych.
W 1932 rząd Hongkongu zlikwidował jednak regulowany system prostytucji i w trzy lata później zakończył się okres licencjonowania. Tym niemniej prostytucja do dziś pozostała legalna, tyle, że w ściśle zakreślonych granicach. Zakazano sutenerstwa (w tym prowadzenia domów publicznych), a także różnych form werbowania czy reklamowania związanego z seksem w miejscach publicznych (za werbowanie na ulicy grozi grzywna do 10 tys. dolarów hongkońskich, to jest do ok. 4 tys. złotych i do 6 miesięcy więzienia, a za wywieszanie oznakowań lub plakatów do roku więzienia). W praktyce kobieta przechodząca którąś z ulic znaną z prostytucji ulicznej może być aresztowana nawet za uśmiechanie się do przechodnia. Legalne są jednak reklamy w gazetach czy na stronach w Internecie. Za stręczycielstwo grozi do 14 lat więzienia, a za sutenerstwo do 7 lat więzienia. O domu publicznym mówi się wówczas, gdy w jednym lokalu usługi seksualne świadczy więcej niż jedna osoba.
Przez wiele lat branża seksbiznesu w Hongkongu znajdowała się pod kontrolą gangsterów (tzw. triad), którzy rekrutowali kobiety znajdujące się w trudnej sytuacji materialnej, przymuszając je do pracy w tej branży. Jednak od 1980 roku wpływy triad zaczęły maleć. W latach 1990 do Hongkongu przybywało coraz więcej kobiet z Chin kontynentalnych, które trudniły się dobrowolnie prostytucją korzystając z krótkoterminowych wiz turystycznych. Nastąpił też znaczny wzrost wśród lokalnych kobiet, które także dobrowolnie podejmowały się pracy w tej branży. W takich okolicznościach triady, które trudniły się głównie prostytucją opartą na przymusie straciły kontrolę, gdyż tak prowadzona prostytucja znalazła się na marginesie rynku tej branży. Tym niemniej do dziś funkcjonuje w Hongkongu prostytucja zorganizowana. Aby uniknąć zarzutów o sutenerstwo, triady tworzą siatki – wynajmują szereg małych lokali (czasami są to całe piętra bloków lub nawet całe bloki osobnych mieszkań), które później podnajmują pojedynczym pracownicom seksualnym. Inny sposób obejścia prawa polega na prowadzeniu legalnych lokali rozrywkowych lub rekreacyjnych (bary, kluby nocne, lokale typu karaoke, salony masażu), gdzie oficjalnie kobiety są tylko do towarzystwa i dla rozrywki, a faktycznie w celu świadczenia usług seksualnych zabierają mężczyzn (za osobną opłatą za wynajem) do pokoi gościnnych w takim lokalu. Okazyjnie policja kontroluje lokale triad, ale ewentualne aresztowania wiążą się jedynie z zarzutami o nieprzestrzeganie praw imigracyjnych. Indywidualnie działające pracownice seksualne prawie zawsze można spotkać na dyskotekach czy w barach hotelowych (zdarza się też, że obsługa hotelu pyta się samotnych mężczyzn czy nie potrzebują towarzystwa), które podobnie jak uliczne pracownice seksualne zabierają potem klienta do tzw. hoteli miłości (są to specyficzne, typowe dla niektórych krajów Wschodniej Azji i Ameryki Łacińskiej hotele, które oferują pokoje na wynajem parom np. zakochanym, wspólnie podróżującym, ale też i pracownicom seksualnym i ich klientom). Indywidualne osoby pracujące seksualnie zbobywają klientów przez ogłoszenia w Internecie lub w gazetach. Żółte neony były tak często wykorzystywane w Hongkongu do reklamowania usług seksualnych, że kolor żółty stał się wręcz symbolem prostytucji. Osoby pracujące seksualnie z Europy i Rosji zwykle oferują swoje usługi po wyższych stawkach niż osoby pracujące seksualne narodowości azjatyckich.

#### Tajwan
W latach 1895–1945, gdy Tajwan był kolonią japońską, w niektórych dzielnicach zezwolono na działalność domów publicznych (usługi świadczyły też gejsze). Wiele kobiet, których rodzice z przyczyn finansowych przeznaczyli swoje córki do trudnienia się prostytucją, pracowało tak do lat 50. XX wieku, z uwagi na poszanowanie nabożności synowskiej. W czasie II wojny światowej mnóstwo kobiet było rekrutowanych i zmuszanych do prostytucji przez Japończyków. Kobiety takie nazywano eufemistycznie „pocieszycielkami”. Po II wojnie światowej Tajwan powrócił pod panowanie chińskie, stał się wkrótce „twierdzą” opozycji antykomunistycznej i do dziś stanowi nieuznawane państwo (Republika Chińska) mające pretensje do terenów Chin kontynentalnych. W 1945 roku rząd chińskich nacjonalistów początkowo zdelegalizował prostytucję, uznając ją za niemoralne zachowanie wprowadzone przez Japończyków. Jednak w tym samym czasie Ministerstwo Obrony utrzymywało oficjalne domy publiczne na niektórych wyspach w celu świadczenia usług seksualnych dla oddziałów wojskowych, które przybyły z Chin kontynentalnych w 1949 roku. W 1956 roku rząd na Tajwanie wznowił politykę rejestrowania i licencjonowania pracownic seksualnych. Gwałtowne uprzemysłowienie w latach 60. XX wieku spowodowało napływ młodych mężczyzn do miast, gdzie powstawały rozliczne kawiarnie, w których kobiety „dbały” o młodych, pracujących mężczyzn. W mniej więcej tym samym czasie otworzono dwie bazy armii amerykańskiej i pojawił się szereg barów oraz sal tanecznych, gdzie bawili się amerykańscy żołnierze. Rząd zaniepokojony „upadkiem moralności” wzmógł czujność policji wobec zachowań intymnych w miejscach publicznych, a czasami też prywatnych, a prostytucja zaczęła budzić coraz więcej kontrowersji. W efekcie w 1974 roku rząd zaprzestał wydawania licencji kolejnym domom publicznym. Przepisy prawne z 1991 roku zdelegalizowały prostytucję – nowe prawo zezwoliło na zatrzymanie osoby pracującej seksualnie do 3 dni, przewidziało karę grzywny do 30 tys. dolarów tajwańskich (około 3 tys. złotych) lub wysłanie na okres od 6 do 12 miesięcy do zakładu poprawczego. Na fali protestów przeciwko przymuszaniu do prostytucji kobiet aborygeńskich powstał ruch przeciwko prostytucji, czego kulminacją był wydany w 1997 roku zakaz prostytucji w Tajpej (ostatnim miejscu na Tajwanie, gdzie prostytucja była jeszcze legalna). Z uwagi na zmiany we władzach zakaz wszedł ostatecznie w życie w 2001 roku. Delegalizacja prostytucji wywołała jednak wiele skutków negatywnych. Po długiej debacie publicznej rząd przedstawił w kwietniu 2009 propozycję legalizacji prostytucji, stwierdzając, że delegalizacja nie przyniosła oczekiwanych efektów, a przyczyniła się jedynie do zepchnięcia prostytucji do podziemia, narażając osoby pracującej seksualnie na nadużycia. Zdaniem rządu o transakcjach związanych z seksem, jeśli zawierane są zgodnie przez osoby dorosłe, powinny decydować raczej względy osobiste, edukacyjne i religijne, a nie regulacje prawne. Nowe regulacje miały zostać wprowadzone w 6 miesięcy przez władze lokalne (w międzyczasie wyroki więzienia miały być zamieniane na grzywny, a funkcjonariusze policji nie mieli już być honorowani za aresztowania osób pracujących seksualnie). Niedługo potem Sąd Konstytucyjny stwierdził niezgodność prawa delegalizującego prostytucję z konstytucją – w okresie 2 lat od takiej decyzji sądu dane przepisy prawne przestają obowiązywać. Jednak do obecnej chwili brak nowych uregulowań, które uczyniłyby prostytucje legalną – nadal trwają rządowe debaty nad zmianami w prawie.

#### Tajlandia

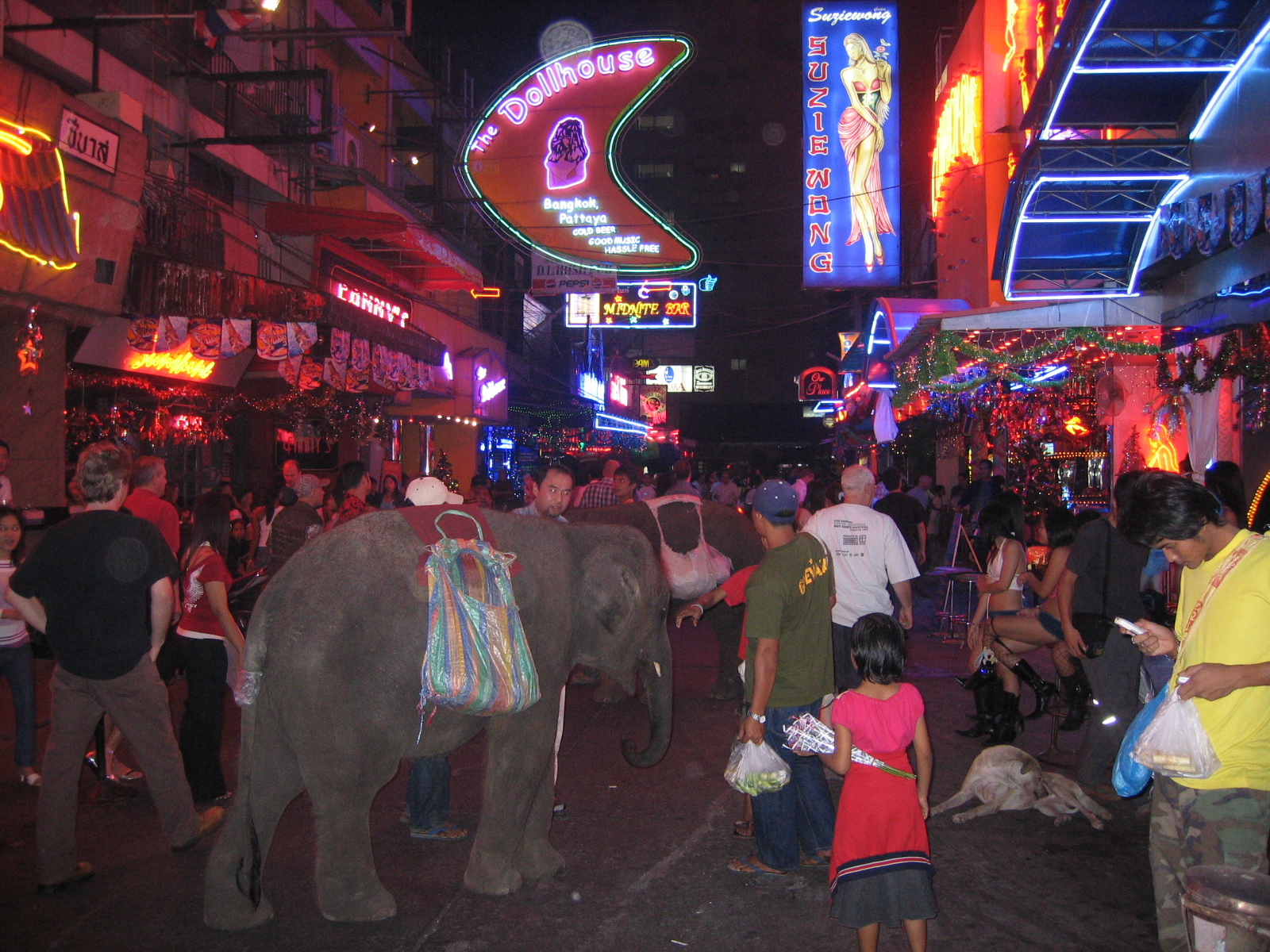
Soi Cowboy – dzielnica czerwonych latarni w Bangkoku

Pierwsze doniesienia żeglarzy zachodnich na temat prostytucji w Tajlandii pochodzą z XVI i XVII wieku. Od czasu zniesienia niewolnictwa w 1905 roku znacznie zwiększyła się liczba domów publicznych i z czasem stały się one powszechne w tym kraju. W czasie wojny wietnamskiej w latach 60. i 70. z usług seksualnych w Tajlandii korzystały stacjonujące tam wojska amerykańskie. Po zakończeniu zimnej wojny w 1976 roku w kraju rozwinęła się turystyka, a prostytucja stała się jedną z atrakcji dla przybyszów. Dla wielu Tajlandczyków nie stanowi to powodu do dumy – społeczeństwo Tajlandii generalnie odnosi się z dezaprobatą do prostytucji. Rząd Tajlandii, pod naciskami ONZ, oficjalnie zdelegalizował prostytucję w 1960 roku, ale jedynie na początku lat 80. pojawiały się próby walki z prostytucją, które bardzo szybko zarzucono. Rząd zamiast walczyć z prostytucją przede wszystkim skoncentrował się na działaniach zmierzających do poprawy sytuacji osób pracujących seksualnie (np. do działań na rzecz lepszej ochrony ich przed chorobami przenoszonymi drogą płciową). Na ironię zakrawa fakt, że mimo nielegalności prostytucji wielu właścicieli lokali, gdzie świadczy się usługi seksualne, zajmuje stanowiska w rządzie lub policji (tym niemniej powtarzają się doniesienia o płaceniu łapówek przez prowadzących domy publiczne w Tajlandii). Prostytucja cieszy się poparciem w kręgach rządowych i policyjnych. W 2003 roku ministerstwo sprawiedliwości rozważało zalegalizowanie prostytucji, tak, by uczynić z niej oficjalne, opodatkowane zajęcie, które uprawniałoby też do ubezpieczenia zdrowotnego, jednak nie podjęto żadnych dalszych działań w tej sprawie. W 1980 roku szacowano, że usługi seksualne świadczy w Tajlandii od 500 do 700 tysięcy osób. Szacunki z 2004 podają, że w sumie liczba osób pracujących seksualnie wynosi około 2,8 miliona, w tym 2 miliony kobiet, 20 tysięcy mężczyzn i 800 tysięcy nieletnich (to jest osób, które nie ukończyły 18 lat). W badaniach z 1995 roku 85% osób świadczących usługi seksualne pochodziło z Tajlandii, 8% pochodziło z Birmy, 1% z Chin, 6% z plemion mieszkających na wyżynnej północy. Według danych z 1992 roku 80% klientów usług seksualnych to Tajlandczycy. Jedna z publikacji z 2003 roku oszacowała obroty roczne w tej branży na 4,3 miliarda dolarów, co stanowi około 3% wartości gospodarki tajlandzkiej.
Tajlandia zajmuje szczególne miejsce na „seksualnej mapie świata”. Złożył się na to splot czynników kulturowych, społecznych i ekonomicznych. Z jednej strony Tajlandia wolna jest od wpływów religii, które zdecydowanie potępiają prostytucję (przykładowo w położonych na wschód Filipinach religią dominującą jest chrześcijaństwo, na południu w Malezji czy Indonezji dominuje Islam). Pomimo konfliktów wewnętrznych Tajlandii pozostała ona wolna od wpływów komunizmu, który odcisnął swoje piętno nie tylko w Chinach, Korei Północnej, ale też w Wietnamie, Laosie, Kambodży i Birmie. Stosunek dominującego w Tajlandii buddyzmu do prostytucji jest neutralny. Buddyzm nie pochwala prostytucji, jednak nie potępia i nie odrzuca kobiet, które utrzymują siebie lub swoje rodziny w taki sposób – nakazuje należne traktowanie każdego bez względu na pozycję społeczną czy wykonywaną pracę, i dlatego pracownice seksualne są tolerowane. W buddyzmie kobieta uważana jest za naturalnie gorszą od mężczyzny. Budda wskazał swoim uczniom, że kobiety są „nieczyste, cielesne i psujące moralnie”, co uwidacznia się w poglądzie, że kobieta nie może osiągnąć oświecenia. Pogląd ten jest jednak kwestionowany w innych pismach buddyjskich, np. w Vinaya Pitaka, a Budda Siakjamuni głosił nawet „równorzędność kobiet na drodze do oświecenia”. Ponadto buddyzm praktykowany w Tajlandii określa dziesięć rodzajów żon w swoich klasztorach Wihara, z czego trzy rodzaje żon to takie, którym można płacić za ich usługi. Buddyzm zaleca także „akceptację i rezygnację w obliczu bólu życia i cierpienia”, zgodnie z wiarą w karmę i odkupienie win z poprzedniego życia. Dlatego wiele pracownic seksualnych w Tajlandii wierzy, że ich los jest skutkiem takich win. Oddające się prostytucji Tajki bywają czasami zawstydzone, ale nie noszą w sobie poczucia winy, nie noszą też piętna, jakie społeczeństwo narzuca na osoby pracujące seksualnie w innych kulturach. Mężczyźni tajscy, rozważając małżeństwo, nie przywiązują większej wagi do tego, czy ich przyszła małżonka trudniła się kiedyś prostytucją, a zamężne kobiety tolerują korzystanie przez mężczyzn z usług pracownic seksualnych, gdyż uważają prostytucję za „pusty seks”. Aprobata prostytucji w Tajlandii jest ponadto racjonalizowana przez wiarę w to, że mężczyzn cechuje większe pożądanie seksualne niż kobiety. Pogląd ten wyznają nie tylko tajscy mężczyźni – podziela go także wiele tajskich kobiet. Na lekcjach z wychowania seksualnego tajskie uczennice otwarcie mówią, że prostytucja istnieje po to, by chronić „dobre kobiety” przed gwałtami. Istotny jest też czynnik ekonomiczny. Tajlandki, które świadczą usługi seksualne, pochodzą głównie z terenów wiejskich, a ponieważ nie posiadają wykształcenia, bardzo trudno im znaleźć lepiej płatną pracę – 30% populacji tajlandzkiej zarabia poniżej 1600 batów miesięcznie (ok. 160 złotych). Dlatego praca w seksbiznesie, gdzie stawki za usługę wahają się od 50 do 500 batów (od około 5 do 50 złotych), a w przypadku kobiet, które pracują jednocześnie jako tancerki i masażystki, stawki wynoszą od 500 batów w górę (od około 50 złotych w górę) jest dla nich bardzo lukratywnym zajęciem. Z drugiej strony takie stawki są bardzo przystępne dla klientów, szczególnie dla turystów z Zachodu.

#### Indie
W Indiach ustawodawstwo prawne z 1956 roku zdelegalizowało prostytucję, co nastąpiło na skutek wcześniejszego (rok 1950) podpisania się Indii w Nowym Jorku pod rezolucją ONZ dotyczącą handlu ludźmi. Jednak w 1986 roku zmieniono samą definicję prostytucji określając, że prostytucję stanowi „seksualne wykorzystywanie lub niewłaściwe traktowanie osób w celach komercyjnych”, a więc nieprzymuszone oferowanie usług seksualnych w zamian za korzyści materialne przestało być przestępstwem, a w powyższym słowa rozumieniu nawet nie jest „prostytucją”.

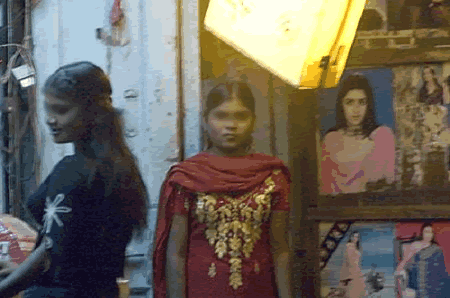
Młode pracownice seksualne oczekujące na klientów w Mumbaju (Bombay)

Chodzi tu o prostytucję kobiet, gdyż prostytucja mężczyzn nie jest w ogóle brana pod uwagę w konstytucji tego kraju. Osoba świadcząca usługi może to robić jedynie prywatnie (zabronione są wszelkie formy prostytucji zorganizowanej czy sutenerstwa) i nie wolno jej zabiegać o klientów publicznie (na przykład za publikowanie oferty z numerem telefonu grozi kara do 6 miesięcy więzienia). Zarówno pracownice seksualne, jak i klientów można karać za uprawianie seksu w pobliżu miejsc, które są dostępne publicznie.
Prostytucję w Indiach wspiera szeroko tam rozpowszechniony pogląd, że popęd mężczyzn do seksualnego zaspokajania się poza monogamicznym małżeństwem jest zupełnie naturalny. Taka potrzeba seksualna ma być całkowicie normalna i możliwość jej zaspokojenia powinna być swobodnie dostępna. Celowi temu służy właśnie prostytucja. Pogląd taki krytykowany jest przez środowiska feministyczne jako męski punkt widzenia (który prowadzi też do uzasadnienia gwałtów), a sama prostytucja stanowi w Indiach przedmiot sporów i dyskusji.
Liczba osób świadczących usługi seksualne podwoiła się w ostatniej dekadzie. W 2007 roku ich liczbę szacowano na 2,8 miliona (z czego ponad 35% stanowiły osoby nieletnie, to jest mające poniżej 18 lat) choć inne organizacje podają, że jest to nawet 15 milionów osób (tylko w samym Mumbaju ok. 100 tysięcy).

#### Izrael
Prostytucja w Izraelu jest legalna, jednak jej zorganizowane formy – domy publiczne i sutenerstwo są oficjalnie zabronione. W 2003 roku wprowadzono ponadto ustawę pozwalająca na konfiskatę zysków związanych z handlem ludźmi – prawo to rzadko jednak jest egzekwowane. Od 1990 roku na rynku usług seksualnych przeważały kobiety, które do Izraela wyemigrowały masowo z byłego Związku Radzieckiego. W latach 1991–1994 liczba „salonów masażu” prowadzonych przez rosyjskich emigrantów wzrosła czterokrotnie. Raport z 2005 roku wspomina o około tysiącu rosyjskich pracownic seksualnych, pracujących głównie w Tel Awiwie i Jerozolimie. Organizacja Task Force on Human Trafficking szacuje, że każdego miesiąca mężczyźni w Izraelu (państwie liczącym nieco ponad 7 i pół miliona mieszkańców) odwiedzają domy publiczne do miliona razy. Roczne dochody branży usług seksualnych szacuje się na około 2 miliardy dolarów amerykańskich. Duży popyt sprzyja napływowi kobiet, głównie z Ukrainy, Mołdawii, Uzbekistanu, Chin i wspomnianej wyżej Rosji, które do Izraela często przemycane są przez Egipt.

#### Kraje muzułmańskie
W VII wieku prorok islamu Mahomet obwieścił, że prostytucja jest bezwzględnie zakazana. Zgodnie z nauką islamską prostytucja jest grzechem. Pomimo zakazów istniała w islamie duża tolerancja w odniesieniu do męskich poczynań przedmałżeńskich i pozamałżeńskich. Znalazło to odbicie między innymi w muzułmańskich zapatrywaniach na kwestię prostytucji. Pomimo stwierdzenia Mahometa, że „w islamie nie ma prostytucji”, kupowanie seksu w krajach muzułmańskich było często tolerowane, a nawet regulowane i opodatkowane przez władze islamskie. Prostytucja istniała we wszystkich krajach muzułmańskich (w Farsie i w Egipcie tancerki i pracownice seksualne musiały płacić podatki. W Laodycei codziennie na bazarze odbywał się przetarg na pracownice seksualne. Kto dobił targu, otrzymywał pierścień, upoważniający do przebywania w nocy w towarzystwie wynajętej kobiety. W Suzie domy publiczne znajdowały się tuż obok meczetu). Mimo to od czasu do czasu wzmagał się sprzeciw wobec prostytucji i – podobnie jak w krajach chrześcijańskich – był wymierzony w kupczące seksem kobiety, a nie w ich klientów. W Iranie po rewolucji islamskiej wiele pracownic seksualnych postawionych przed sądem w zbiorowych procesach zostało skazanych na śmierć.
Obecnie w większości krajów znajdujących się pod wpływem Islamu (Pakistanie, Afganistanie, Iranie, Omanie, Jemenie, terytoriach Palestyńskich, Katarze, w Arabii Saudyjskiej, Egipcie) prostytucja jest nielegalna i często surowo karana (przykładowo w Jemenie za prostytuowanie się grozi 3 letnie więzienie; w Egipcie – poza grzywną – od 3 miesięcy do 3 lat więzienia; w Katarze kilkuletnie więzienie, w Iranie za recydywę grozi nawet kara śmierci) tym niemniej prostytucja występuje w tych krajach, choć jej skala jest trudna do oszacowania (na przykład w Kabulu ocenia się, że usługi seksualne świadczy 900 osób). Muzułmanie posiadają czasowe małżeństwa, używane przez niektórych dla maskowania prostytucji. Małżeństwo mut’a w szyiźmie, urfi i misjar w sunniźmie. W Egipcie w praktyce kara nie spotyka mężczyzn, gdyż traktuje się ich jako świadków i uwalnia od kary, jeśli zaświadczą przeciwko pracownicy seksualnej. Wyjątek wśród krajów muzułmańskich stanowią kraje, gdzie państwo jest laickie, rozdzielone od religii. Tak jest przykładowo w Turcji, gdzie prostytucja stanowi w pełni legalny, uregulowany i dochodowy biznes, którego roczne obroty szacowane są na trzy do czterech miliardów dolarów. Zmarła w 2001 roku Matild Manukyan, która stworzyła w Turcji sieć 32 domów publicznych, należała do najbogatszych osób w kraju. Liczba pracujących w tej branży w Turcji wynosi około 100 tysięcy osób. W 2008 roku aktywiści poinformowali, że zamierzają założyć pierwszy turecki związek zawodowy osób pracujących w seksbiznesie. Osoby pracujące seksualnie w Turcji muszą się rejestrować i przechodzić regularne badania lekarskie, co jest skrupulatnie kontrolowane przez policję. Regulacje te nie obejmują pracujących seksualnie mężczyzn. Większość pracownic seksualnych pracuje jednak bez rejestracji, gdyż lokalne władze prowadzą politykę niewydawania kolejnych zezwoleń.
Natomiast szczególne miejsce na mapie światowej prostytucji zajmują Zjednoczone Emiraty Arabskie. Oficjalnie ten kraj ten utrzymuje zakaz zarówno prostytucji, jak i jakichkolwiek form pozamałżeńskiego seksu. W rzeczywistości prostytucja występuje w tym kraju na ogromną skalę i choć dokładna liczba pracownic seksualnych jest trudna do oszacowania, tajemnicą poliszynela jest to że w kraju tym występuje jeden z najwyższych ilości pracownic seksualnych w przeliczeniu na liczbę mieszkańców na świecie. Rząd toleruje owe praktyki, dopóki nie są widoczne dla opinii publicznej, pracownice seksualne które zaczynają otwarcie deklarować swoją obecność są na ogół natychmiast deportowane z kraju. W Arabii Saudyjskiej ze względu na bardziej oparte na surowych zasadach Islamu prawo podejście rządzących do prostytucji jest bardziej restrykcyjne, niemniej i w tym kraju prostytucja istnieje, choć jest znacznie bardziej skrywana przed opinią publiczną (najprawdopodobniej w najbardziej odludnych rejonach kraju istnieją nawet specjalne domy publiczne).
W Bangladeszu prostytucja została zalegalizowana w 2000 roku (dotyczy to jednak tylko prostytucji kobiet – prostytucja mężczyzn jest nielegalna), choć konstytucja stanowi, że „państwo powinno starać się o to, by zapobiec hazardowi i prostytucji”. Liczbę kobiet pracujących seksualnie w Bangladeszu ocenia się na około 100 tysięcy.

### Prostytucja w Afryce
Prostytucja legalna – uregulowany stan prawny
     Prostytucja (jako świadczenie usług seksualnych za pieniądze) jest legalna, jednak zorganizowana działalność dotycząca świadczenia usług seksualnych (typu dom publiczny) jest zabroniona; prostytucja nie jest uregulowana prawnie
     Prostytucja jest nielegalna
     Brak informacji

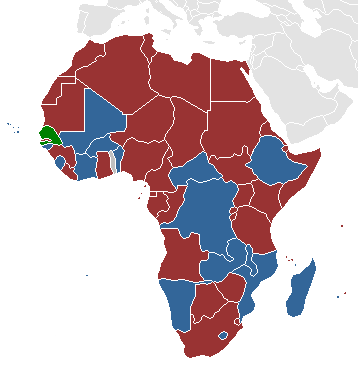
Prostytucja legalna – uregulowany stan prawny
Prostytucja (jako świadczenie usług seksualnych za pieniądze) jest legalna, jednak zorganizowana działalność dotycząca świadczenia usług seksualnych (typu dom publiczny) jest zabroniona; prostytucja nie jest uregulowana prawnie
Prostytucja jest nielegalna
Brak informacji

W Afryce prostytucja jest nielegalna w takich krajach, jak: Algieria, Angola, Botswana, Burundi, Kamerun, Czad, Komory, Republika Kongo, Dżibuti, Egipt, Erytrea, Gabon, Gambia, Ghana, Gwinea, Kenia, Liberia, Mauretania, Mauritius, Maroko, Niger, Nigeria, Rwanda, Somalia, Afryka Południowa, Sudan, Suazi, Tanzania, Uganda, Zambia, Zimbabwe, Gabon, Gwinea Równikowa, Libia, Tunezja, Sahara Zachodnia, Seszele, Wyspy Świętego Tomasza i Książęca.
Legalna, ale z wyłączeniem praktyk sutenerskich w takich krajach jak: Burkina Faso, Republika Środkowoafrykańska, Etiopia, Madagaskar, Malawi, Sierra Leone, Demokratyczna Republika Konga, Namibia, Mali, Benin, Republika Zielonego Przylądka, Zambia, Wybrzeżu Kości Słoniowej. W zasadzie legalna, gdyż nie ma odnośnych przepisów prawnych, w takich krajach jak: Lesotho, Gwinea Bissau i Mozambik. W pełni legalna i uregulowana tylko w Senegalu.
W Afryce, podobnie jak w Azji, pomimo tego, że prostytucja jest w większości krajów nielegalna, to w praktyce często jest powszechna, czemu sprzyja ubóstwo Afryki. Specyfiką dla kontynentu afrykańskiego jest silne splecenie prostytucji z rozprzestrzenianiem się epidemii AIDS. Do epidemii tej przyczynia się także często występujący tu tzw. seks transakcyjny, czyli specyficzne relacje seksualne powiązane z wymianą dóbr ekonomicznych.
Organizacje w wielu krajach afrykańskich lobbują za legalizacją i pełną regulacją prostytucji, co ma przyczynić się do poprawy warunków osób pracujących seksualnie. W Senegalu, gdzie prostytucja jest prawnie uregulowana i kontrolowana przez władze (osoby pracujące seksualnie muszą mieć co najmniej 21 lat, zarejestrować się na policji, posiadać ważne badania i testy lekarskie), liczba pracownic seksualnych zarażonych wirusem HIV jest kilkakrotnie niższa, niż na przykład w krajach ościennych, gdzie takich uregulowań nie ma.

## Prostytucja w kulturze
- Henryk Nusbaum Prostytucya ze stanowiska etyki społecznej, Warszawa 1917, nakładem Księgarni F. Hoesicka
- Adolf Rząśnicki Prostytucja a proletarjat, Warszawa 1920, skł. gł. w Stow. Spółdz. „Książka”
- Wacław Zaleski Prostytucja powojenna w Warszawie, Warszawa 1927, Stowarzyszenie Pracowników Księgarskich
- Witold Chodźko Prostytucja i choroby weneryczne jako zjawiska społeczne, Warszawa 1939
- Adam Podgórecki (red.) Zagadnienia patologii społecznej, Warszawa 1976, Państwowe Wydawnictwo Naukowe
- Michał Antoniszyn, Andrzej Marek Prostytucja w świetle badań kryminologicznych, Warszawa 1985, Wydawnictwo Prawnicze
- Dziwki wszeteczne (s. 131–155) rozdział, [w:] Kracik Jan, Rożek Michał Hultaje, złoczyńcy, wszetecznice w dawnym Krakowie, wyd I: Wydawnictwo Literackie 1986, wyd II i III: Wydawnictwo Petrus, ISBN 978-83-7720-177-0.
- Kazimierz Imieliński Manowce seksu: Prostytucja, Res Polona, Łódź 1990, ISBN 83-85063-07-2.
- Iwańczak Wojciech Prostytucja w późnośredniowiecznej Pradze (s. 95–104), [w:] Bronisław Geremek, Maurice Aymard Pauvres et riches. Societe et culture du Moyen-Age aux temps modernes, Warszawa 1992, PWN, ISBN 83-01-10327-2, ISBN 978-83-01-10327-9.
- Marek Karpiński Najstarszy zawód świata. Historia prostytucji, Londyn 1997, Wydawnictwo Lemur (Puls Publications Ltd), ISBN 1-85917-064-1, wyd II. popr.: Wydawnictwo Iskry, Warszawa 2010, s. 336, ISBN 978-83-244-123-9.
- Jacques Rossiaud Prostytucja w Średniowieczu, Warszawa 1997, Oficyna Wydawnicza Volumen, ISBN 83-86857-55-2 (La prostituzione nel Medioevo 1984)
- Nickie Roberts Dziwki w historii. Prostytucja w społeczeństwie zachodnim, Oficyna Wydawnicza Volumen (koedycja z wyd. Alfa), Warszawa 1997, ISBN 83-86857-75-7 (Whores in History. Prostitution in Western Society 1992)
- Paul Lacroix, praca wydana pod ps. F.S. Pierre Dufour (oryg. praca wydana pod ps. P.L. Jacob, Pierre Dufour), tłum. Antoni Baniukiewicz, Historia prostytucji. Od czasów najdawniejszych do XX w., tomy I–III, Wydawnictwo Uraeus, Gdynia 1997–1998, ISBN 83-85732-57-8 (Histoire de la prostitution chez tous les peuples du monde depuis l’antiquité la plus reculée jusqu’a nos jour 1853, podstawa polskiego tłum.: Geschichte der Prostitution)
- Monika Kurzel-Runtscheiner Córy Wenus. Kurtyzany w szesnastowiecznym Rzymie, tł. E. Ptaszyńska-Sadowska, Gdynia 1998, Wydawnictwo Uraeus, s. 344, ISBN 83-85732-65-9 (Töchter der venus. Die Kurtisanen Roms im 16. Jahrundert 1995)
- Laure Adler Życie codzienne w domach publicznych 1830–1930, Poznań 1999, Wydawnictwo Moderski i S-ka, ISBN 83-87505-33-1 (La vie quotidienne dans les maisons closes 1830 – 1930)
- Jacek Kurzępa Młodzież pogranicza. „Świnki”, czyli o prostytucji nieletnich, Kraków 2000, Oficyna Wydawnicza Impuls, s. 232, ISBN 978-83-7587-455-6.
- Reay Tannahill Historia seksu, Warszawa 2001, Wydawnictwo Książka i Wiedza, s. 494, ISBN 83-05-13178-5.
- Kwartalnik Dziecko Krzywdzone. Teoria. Badania. Praktyka Nr2/2003 Komercyjne wykorzystywanie seksualne dzieci – prostytucja i pornografia dziecięca, Warszawa, „Fundacja Dzieci Niczyje”, ISSN 1644-6526.
- Jolanta Sikorska-Kulesza Zło tolerowane. Prostytucja w Królestwie Polskim w XIX wieku, Warszawa 2004, Wyd. Mada, ISBN 83-89624-13-3.
- Mariusz Jędrzejko (red.) Prostytucja jako problem społeczny, moralny i zdrowotny, Warszawa-Pułtusk 2006, Akademia Humanistyczna im. Aleksandra Gieysztora, Wydawnictwo Aspra, ISBN 83-89709-33-3.
- Robert A. Haasler, Życie seksualne księży, Wydawnictwo „Lux”, 2006, wyd drugie poszerzone, ISBN 83-922736-0-5.
- Wojciech Cebulak, Emil W. Pływaczewski, Prostitution in the United States and Poland. A Cross-cultural Criminology Study From a Religious Perspective, Wydawnictwo Temida 2, Faculty of Law University of Bialystok, Białystok 2007, ISBN 978-8389620255.
- Renata Gardian Zjawisko sponsoringu jako forma prostytucji kobiecej, Kraków 2007, Oficyna Wydawnicza Impuls, s. 170, ISBN 978-83-7587-319-1.
- Prostytutki (s. 177–202) rozdział, [w:] Szymon Wrzesiński Potępieńcy średniowiecznej Europy, Kraków 2007, Wydawnictwo Libron, s. 263, ISBN 978-83-7396-627-7.
- Longstreet Ethel, Longstreet Stephen Yoshiwara. Miasto zmysłów, Bydgoszcz 2008, Wydawnictwo Diamond Books, s. 232, ISBN 978-83-89332-34-9 (Yoshiwara. City of the Senses 1970)
- Jacek Kurzępa, Alicja Lisowska, Agnieszka Pierzchalska Prostytucja „nieletnich” w perspektywie Dolnoślązaków, Wrocław 2008, Agencja Wydawnicza „Argi”, ISBN 978-83-60425-33-6.
- Marta Godzwon Call girl i video seks chat – praca dla wyzwolonych seksualnie kobiet czy forma współczesnej prostytucji?, Kraków 2010, Oficyna Wydawnicza Impuls, s. 82, ISBN 978-83-7587-269-9.
- Jarosław Wypyszyński Analiza zjawiska prostytucji w Poznaniu, Toruń 2011, Wydawnictwo Adam Marszałek, s. 190, ISBN 978-83-7611-878-9.
- Artur Wójtowicz Portret Prostytutki, Bytom 2011, Wyd. Wolumen (książka z zakresu grafologii)
- Aneta Stawiszyńska, Walka ze zjawiskiem prostytucji i jej konsekwencjami w Łodzi w latach Wielkiej Wojny, „Piotrkowskie Zeszyty Historyczne” 2014, R. 15, s. 117–135.

Literatura faktu:
- Paweł Szpecht Seks-pansja. Panienki z SB. Miłość w tranzycie, Gdańsk 1990, Oficyna Wydawnicza Biały Kruk, ISBN 83-900004-0-7 (zbiór reportaży o prostytucji w PRL)
- Pietro Aretino Żywoty kurtyzan. O łajdactwach męskich, tł. Edward Boyé, Kraków 2003, Wydawnictwo Zielona Sowa, s. 176, ISBN 83-7389-355-5 (Regionamenti 1534, 1536)
- Jeannette Angell Call-Girl, Warszawa 2004, Wydawnictwo Jeden Świat, ISBN 83-89632-11-X (Call Girl)
- Barbara Stanisławczyk Dziewczyny, Warszawa 2005, Studio Marka Łebkowskiego, s. 195, ISBN 83-912785-6-5.
- Isabel Pisano Dziwka, Warszawa 2005, Wydawnictwo Bellona, s. 286, ISBN 83-11-10109-4 (Yo puta. Hablan las prostitutes 2001)
- Isabel Vincent Ciała i Dusze. Tragiczne losy trzech żydowskich kobiet zmuszanych do pracy w domach publicznych w Ameryce, Wydawnictwo Dolnośląskie, Wrocław 2006, ISBN 83-7384-518-6 ISBN 978-83-7384-518-3 (Bodies and Souls. The tragic Plight of Three Jewish Women Forced into Prostitution in Americas 2005)
- Valérie Tasso Dziennik nimfomanki, Warszawa 2008, Wydawnictwo Świat Książki, ISBN 978-83-247-1008-9 (Diario de una ninfóman 2003)
- Bua Boonmee Miss Bangkok. Wyznania tajskiej prostytutki, Chorzów 2010, Wydawnictwo Videograf II, s. 176, ISBN 978-83-7183-783-8 (Miss Bangkok. Memoirs of a Tai Prostitute 2007)
- Saikaku Ihara Żywot kobiety swawolnej (znana też pod tytułem Kobieta, która żyła dla miłości), tł. z języka starojapońskiego Iwona Kordzińska-Nawrocka, Warszawa 2011, Wydawnictwa Uniwersytetu Warszawskiego, s. 188, ISBN 978-83-235-0764-2 (Kōshoku Ichidai Onna, 1686)
- Jan Larecki W służbie Jej Seksualnej Mości, Warszawa 2011, Agencja Wydawnicza CB, ISBN 83-7339-054-5.

Wybrana beletrystyka z wątkami dotyczącymi prostytucji:
- Wastajajana Kamasutra (powstała prawdopod. pomiędzy I a VI wiekiem naszej ery)
- Honoriusz Balzac Blaski i nędze życia kurtyzany (Splendeurs et misères des courtisanes 1838–1847)
- Aleksander Dumas (syn) Dama kameliowa (La Dame aux camélias 1848)
- Fiodor Dostojewski Zbrodnia i kara (Преступле́ние и наказа́ние 1866)
- Wacław Sieroszewski Miłość samuraja (1935)
- Paulo Coelho Jedenaście minut (Onze Minutos 2003)

Dzieła filmowe:
- Galerianki – polski film fabularny w reżyserii Katarzyny Rosłaniec
- Sponsoring – film polsko-niemiecko-francuski w reżyserii Małgorzaty Szumowskiej
- Irina Palm (film) – dramat w reżyserii Sama Garbarskiego